# ドクターカー

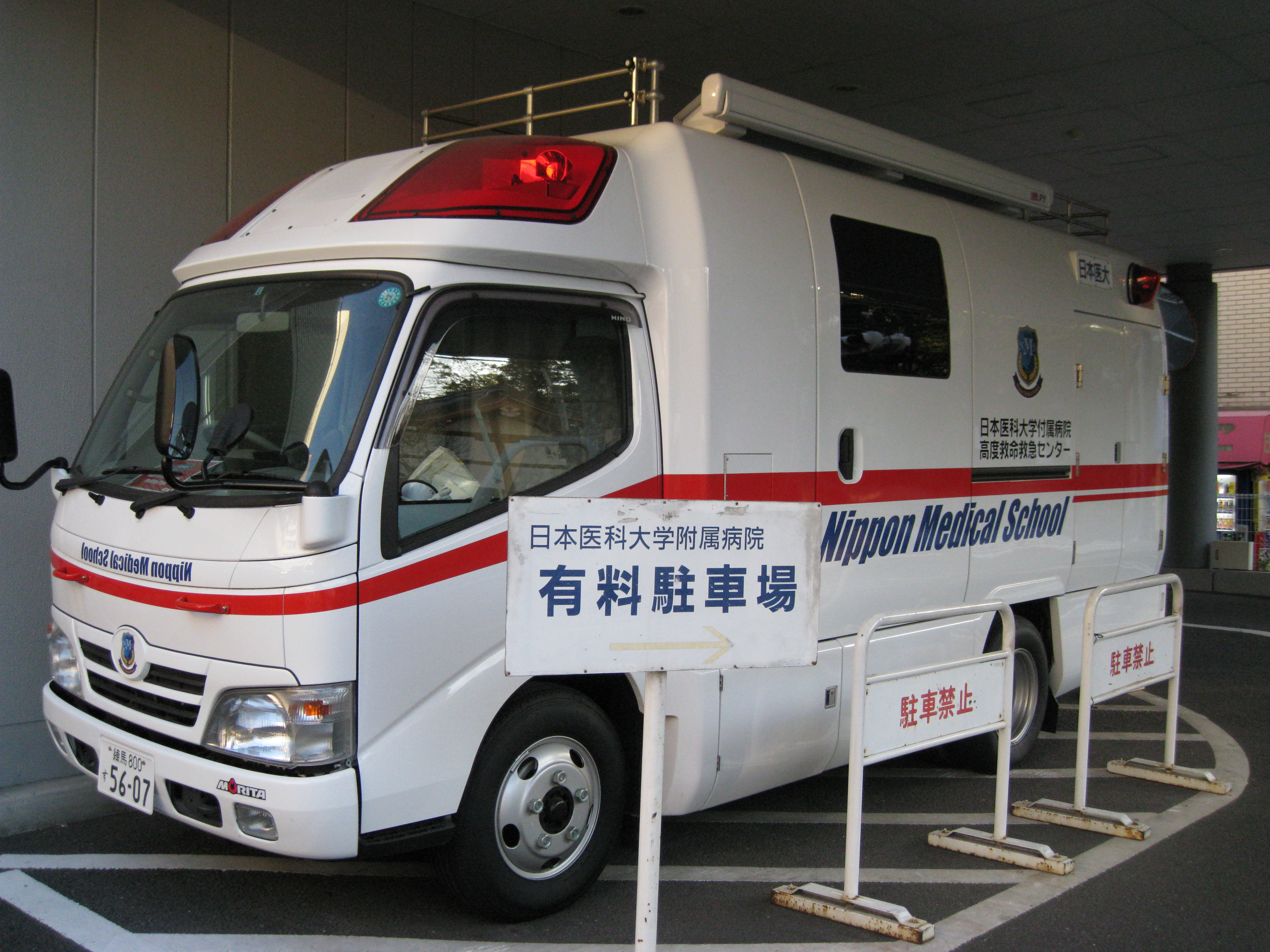
日本医科大学付属病院の CBRNE除染医療車

ドクターカー（英語: Doctor car）とは、心電図モニタや超音波検査装置、除細動器、人工呼吸器などの医療機械を搭載し、医師・看護師らが同乗して、医療機関搬送前の現場などへ直接出動する救急車の一種である。

## 概要

### 目的
- 救急医療は時間との戦いだという事実は周知の通りである。時と場所を選ばず発生する重症患者に対して、いかに速やかに適切な初期治療を開始できるか、これが患者の予後を大きく左右する。「現場活動型救急医療」と位置付けられるドクターカーやドクターヘリは、救急医療に精通した医師や看護師らが事故現場や傷病者発生現場などに出向くことにより、傷病者発生から初期治療までの時間を大幅に短縮し、以って重症患者の良好な転帰の獲得を目指すシステムである[4]。
- 致命傷の傷病者を主な対象として、医師や看護師が同乗し救急現場などに駆けつけて初期治療を始め、救命率を向上させることを目的としている[3]。
担当となった医師や看護師は緊急出動に備え、数日間の待機業務に就く。

救急現場や搬送途中から救命治療を開始する体制を整備し、治療開始までの時間をほぼ半減させることで、救命率の向上を図っている。
その効果の一例として、中津川市民病院の事故や火傷が原因でない心原性の心停止患者の救命率は、ドクターカー導入前の2013年（平成25年）の3%から、2015年（平成27年）は19%へ大きく改善する効果を発揮している。

### 種類
- ドクターカーには、大きく分けて４種類あり、

1. 一般的な救急車に似た外見の 救急車型ドクターカー
2. 普通車や軽自動車を改装した 乗用車型ドクターカー[5]
3. 災害発生時などに出動し 災害医療を行う DMAT(ディーマット)カー
4. 新型コロナウイルス感染症の大流行を契機に配備が進んだ ECMO(エクモ)カー

などが存在する（後述）。
- ドクターカーは、救命救急センターなど3次医療機関だけに限らず、医療機関の救急車と同じく診療所（クリニック）でも保有することが出来る[6]ほか、救急医療以外の分野で、在宅医療などを行う診療所も乗用車ベースのドクターカーを保有している（後述）。

### 歴史・経緯

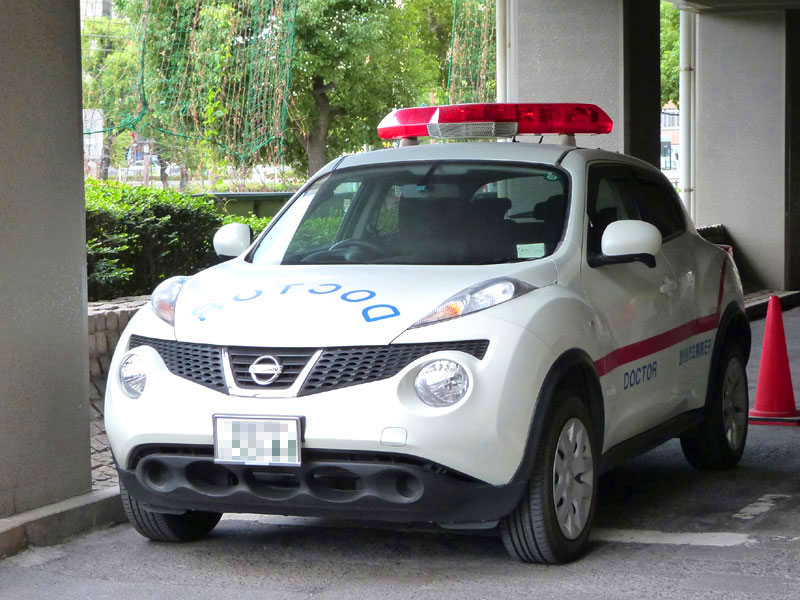
乗用車ベースのドクターカー
（鹿児島市立病院）

- 日本においては1979(昭和54)年、兵庫県立西宮病院と西宮市消防本部との共同運用で開始されたのが日本国内で初のドクターカーであるとされている[7]。その後、1982(昭和57)年には長野県の信州大学医学部附属病院、1986(昭和61)年には福島県の会津中央病院など[8]、地域や病院単位でドクターカー的な運用が散発的に開始され、やがて1991(平成3)年、正式に厚生労働事業の一環となって以降、1992(平成4)年3月には熊本県の日本赤十字社熊本赤十字病院 [9]、翌年の1993(平成5)年1月には大阪府の大阪府済生会千里病院千里救命救急センター[10]、同年4月には千葉県の船橋市立医療センター[11]や 長野県の長野県立こども病院[12]など、全国的にドクターカーシステムが相次いで導入されて行った。
- 日本では、消防の救急車によって救急医療機関に搬送して医師により診察を受ける救急医療体制が長い間続いていた。一部の救命センターでは、ドクターヘリに搭乗し、現場への医師派遣、広域救急搬送を行ってきた。しかしながら、ヘリが飛べない悪天候時等やヘリの降りる場所が近くにない場合には、救急車による陸路の輸送しか手段がなく、治療開始までに時間がかかっていた。また、交通事故などの外傷で救出に時間がかかるようなケースでは、現場への医師派遣は初期治療のうえでさらに必要性が高かった。

そのため、少しでも早く傷病者が医師と接触できる手段の一つとして、救急現場に医師や看護師を運ぶドクターカーが導入されるようになった。
- 従来、ドクターカーと言えば2通りの方式があり、すなわち

1. 消防署が提供した救急車を『病院の救急ワークステーション』という出張形式を採り、消防署の職員（救急隊員）が常に救命救急センターに常駐する形で、ドクターカーとして活用しているパターン
2. 医療機関が独自で救急車を調達し、システムを独自に構築し、医師を現場に派遣するパターン

である。
しかし自前で高規格救急車を調達するにも予算が掛かり過ぎるなど、資金力の無い医療機関にとってはドクターカー事業に参入するにはハードルが高く、簡易的な車両でも運用できるよう、有志で国に嘆願を続けていたところ、2008年4月25日公布の道路交通法施行令改正によって、「（道路交通法施行令第13条1の5）医療機関が、傷病者の緊急搬送をしようとする都道府県又は市町村の要請を受けて、当該傷病者が医療機関に緊急搬送をされるまでの間における応急の治療を行う医師を当該傷病者の所在する場所にまで運搬するために使用する自動車」が、緊急自動車として認められるようになった。
これにより、傷病者搬送は消防署の救急車で行い、医師の現場派遣のみを行うという乗用車型ドクターカー（ラピッドカー）が、日本でも見られるようになった。

### 定義

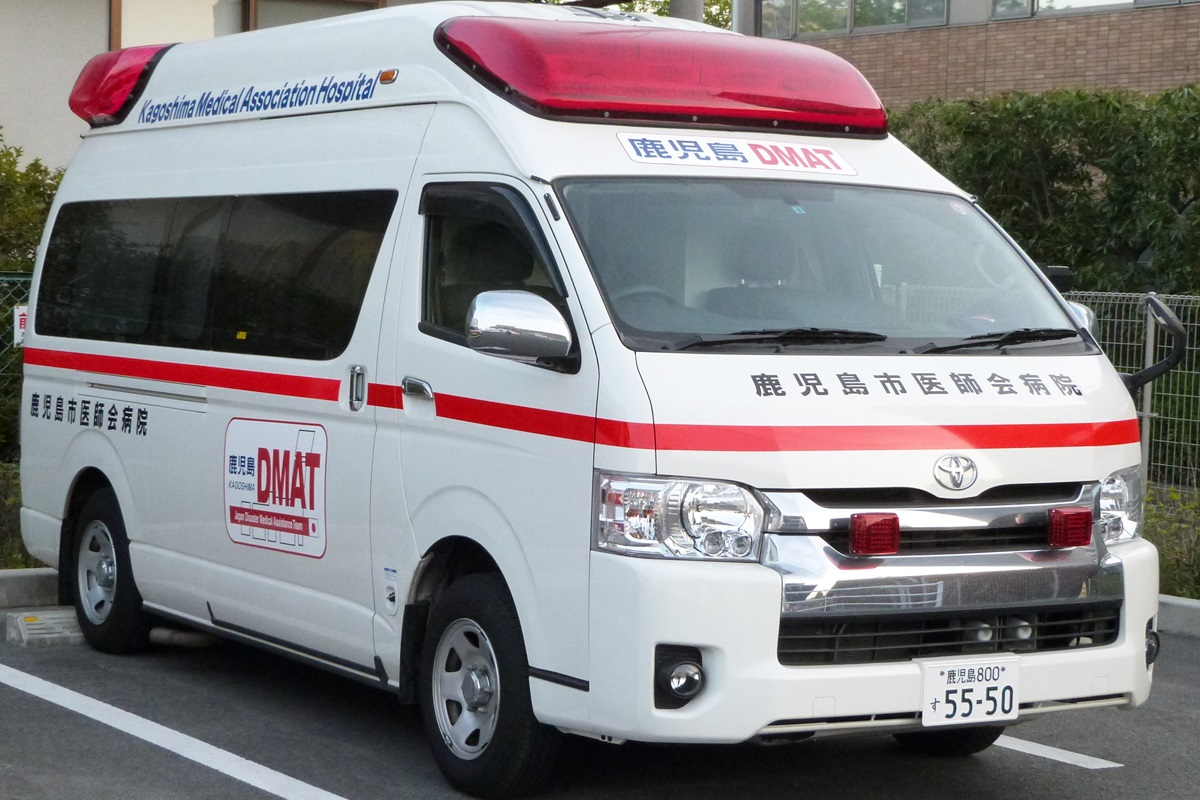
DMATで災害出動した、病院の救急車
（鹿児島DMAT）

- 一般的に医師が同乗するとドクターカーとなるので、車両表記がDOCTOR CARと記載される場合があるが、転院搬送の為だけに保有する場合は「病院救急車」と呼び、ドクターカーとは言わない、とする意見も一部に存在した。

しかし実際には 一般病院から依頼を受け、容態の急変した患者を転院搬送（迎え搬送）に出る事例は決して珍しくはなく、さらに周産期母子医療センターのドクターカーや、循環器病専用ドクターカー（モービルCCU）などに至っては、そもそも主たる任務が一般病院や産婦人科で処置が困難な重症患者・妊産婦の転院搬送である、という事実について説明がつかず、論理の整合性がとれないということになる。
また、通常は病院の救急車を転院搬送にのみ使用しているが、有事の際にはDMAT車両やドクターカーとして運用する、というケースは院内にDMAT隊を組織している医療機関では一般的なものである。
これらの事例が示すように、ドクターカーと 病院の救急車 との境界線は非常に曖昧である ため、現在では車体そのものを指すというよりも、その救急車両の運用目的によってドクターカーを定義した方が良い、とする考え方が有力である。実際に厚生労働省は、「医療機関の救急車」と「ドクターカー」をまとめて「救急用の自動車等」と記しており、明確な区別をしていない。

### 海外
- ドイツでは用途別に使用する救急車両が規定されており、1960年代にはドクターカーに該当するNotarztwagen（ノートアルツトワーゲン）が稼働を開始している。

## 診療報酬
- ドクターカーを利用する場合は、税金で雇用されている消防の救急隊と異なり、医師・看護師など医療関係者の労働時間が発生するため、利用する患者には医療費として病院窓口での支払請求が発生する[13]。

請求額は、医科 診療報酬点数表により全国一律で定められており、社会保険や国民健康保険など公的保険適用（原則３割負担）となる。
- 患者を「救急用の自動車等」（医療機関の救急車・ドクターカー・消防の救急車、のいずれか）によって保険医療機関に救急搬送する際、診療上の必要から医師が同乗して診療を行った場合は (C004)救急搬送診療料 として1300点を算定、新生児では更に1500点を加算、新生児以上6歳未満の乳幼児については700点を加算できる。

また「当該患者と接触し診療を開始した時点から、医療機関に到着し医療機関内で診療を開始した時点まで」が30分を超えた場合には、長時間加算 として更に700点を加算できる。
搬送中に行った処置（点滴、骨髄内注射、熱傷処置、胸腔穿刺、人工呼吸、心膜穿刺など）や、使用した薬剤等についても、所定の点数を算定できる。
患者に対し診療を継続して提供した場合は、(A000)初診料 288点、(A001)再診料 73点、(A002)外来診療料 74点 なども算定でき、条件を満たせば(C000)往診料 720点 も算定できる。

## 主要装備
ドクターカーの装備は、医療機関の救急車と同じく 車両を所有する病院によって装備の内容が少しずつ異なっており、画一化されていない。その中でも 代表的な装備としては、以下のようなものがある。

### 医療機器
- ストレッチャー（または担架）
- 頚椎保護カラー、骨盤固定具、バックボード
- 医療用酸素ボンベ一式
- 人工呼吸器、アンビュバッグ
- 低圧持続吸引器
- 患者モニター、除細動ペーシング
- 除細動器（または AED）
- 迅速血液分析装置[17] [18]
- シリンジポンプ[19]
- 輸液ポンプ
- 携帯型超音波検査装置[20]

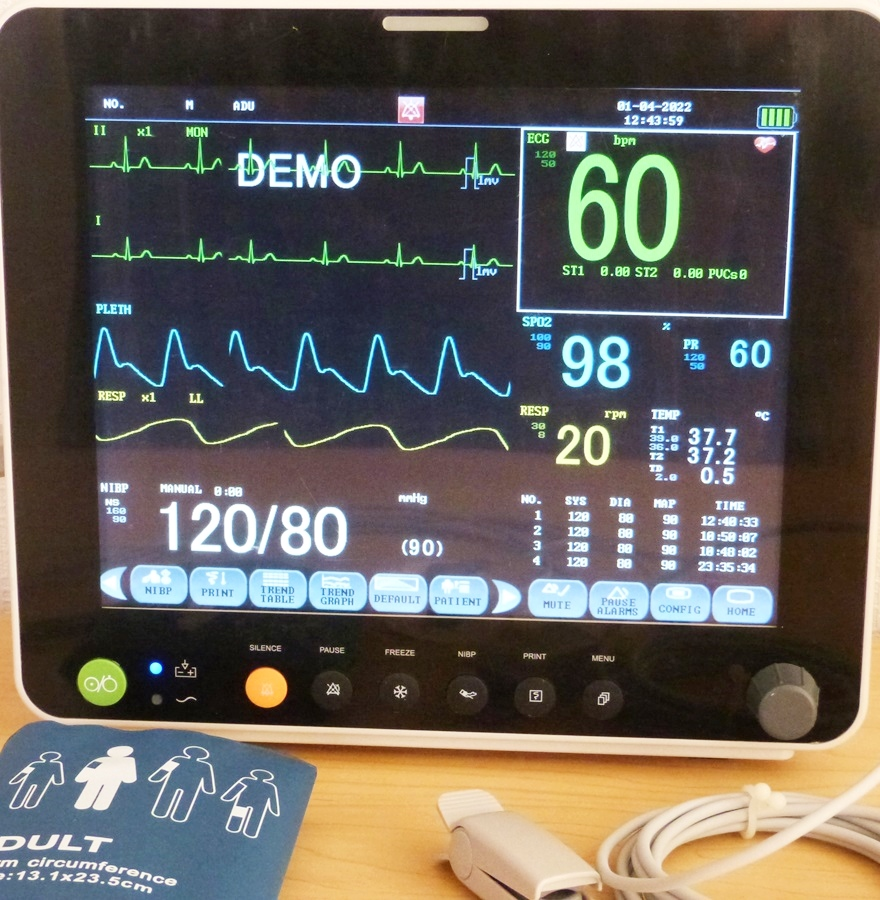
医療機関の患者モニタ 画面

- IABP（大動脈バルーンパンピング）駆動装置[21]、PCPS（経皮的心肺補助装置）[22]
- 外科処置セット（メス、鉗子類、開胸器など）[23]
- 蘇生セット（気管挿管・気管切開用器具、気管内チューブ、カテーテル等）
- 骨内注射[24]セット（骨ドリル、IO針、注射セット等）
- 防毒マスク（農薬等 有機ガス用）

### 災害用装備

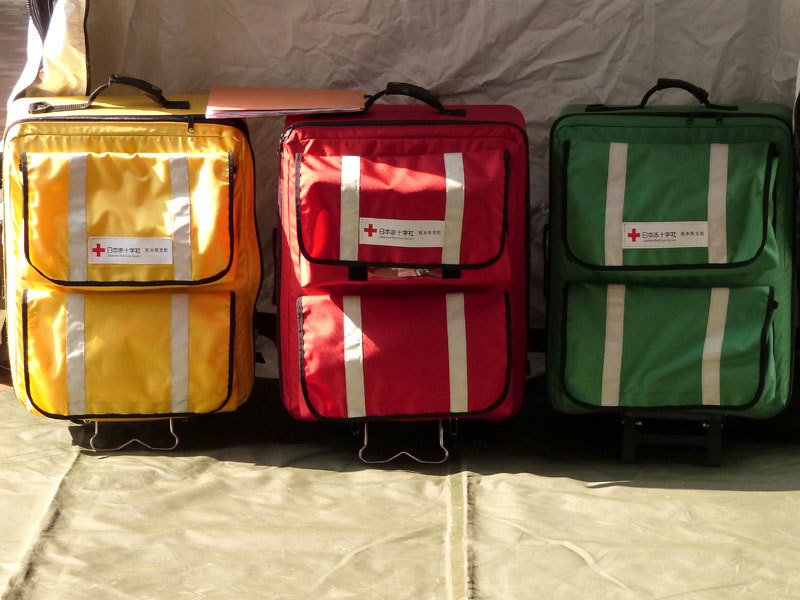
DMAT標準医療資器材（黄 赤 緑）

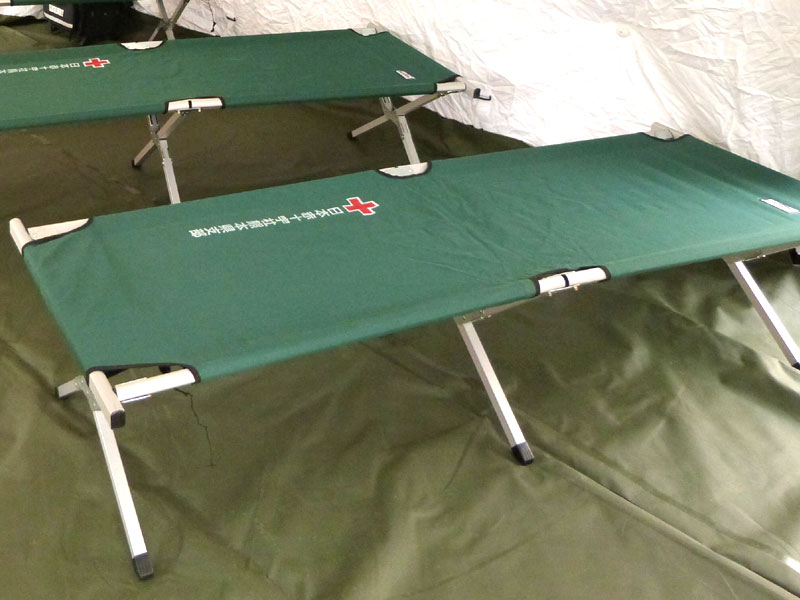
災害医療用の折畳み式ベッド

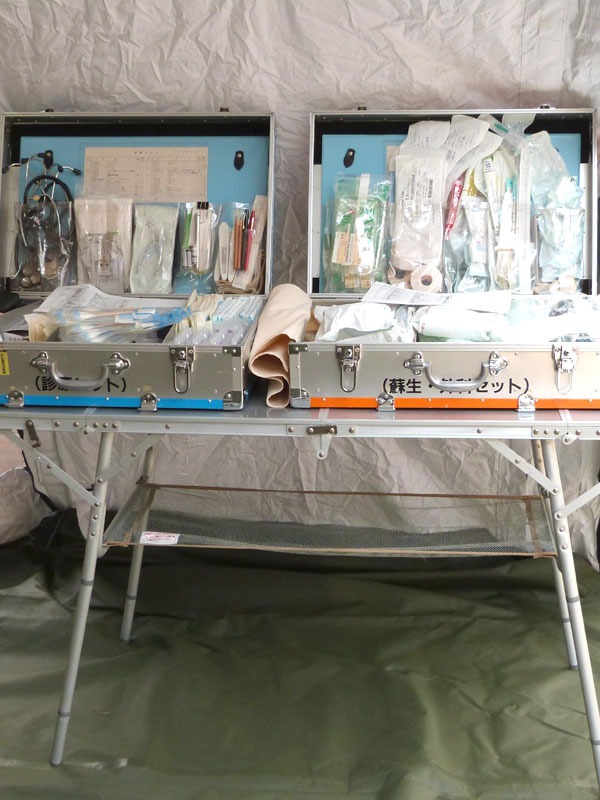
折り畳み式テーブルと災害診療セット

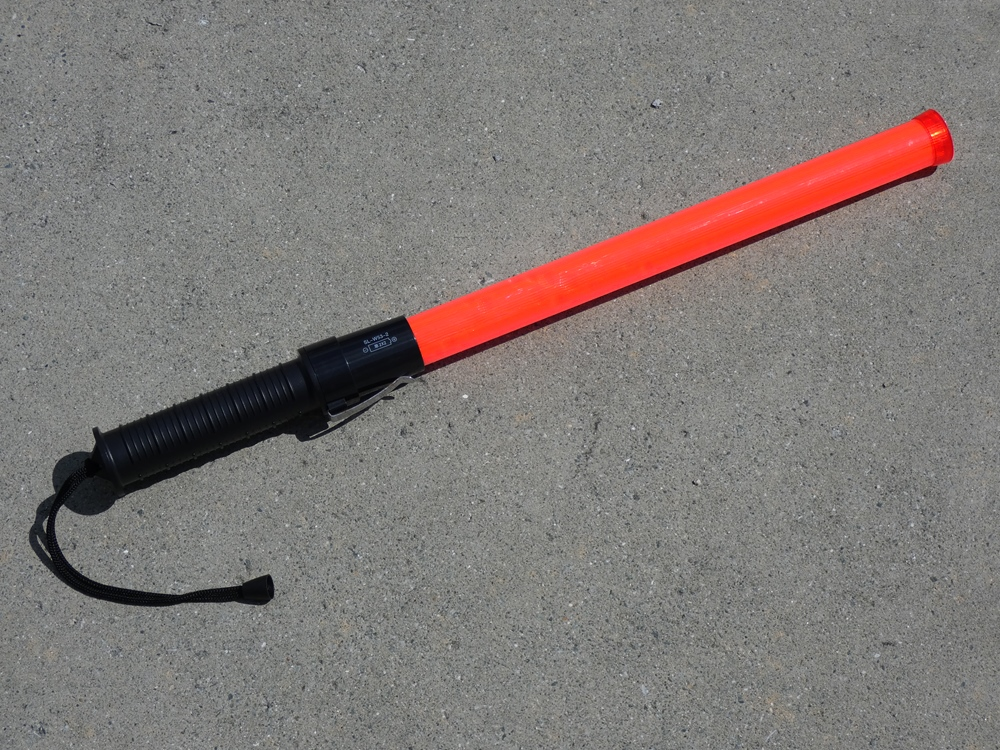
交通誘導灯

災害医療でDMAT隊として出動する病院のドクターカーには、

- 救護テント、災害トリアージセット
- 折畳み式のベッド、イス、テーブル
- 給水タンク
- 発電機（またはバッテリー等の電源装置）、LED照明
- 交通誘導灯、ヘルメット、ヘッドライト、プロテクター
- 寝袋、毛布、非常食、簡易トイレ

など、日常の救急車にはあまり搭載されていない特殊な機材が装備されている 。

### 通信・情報機器

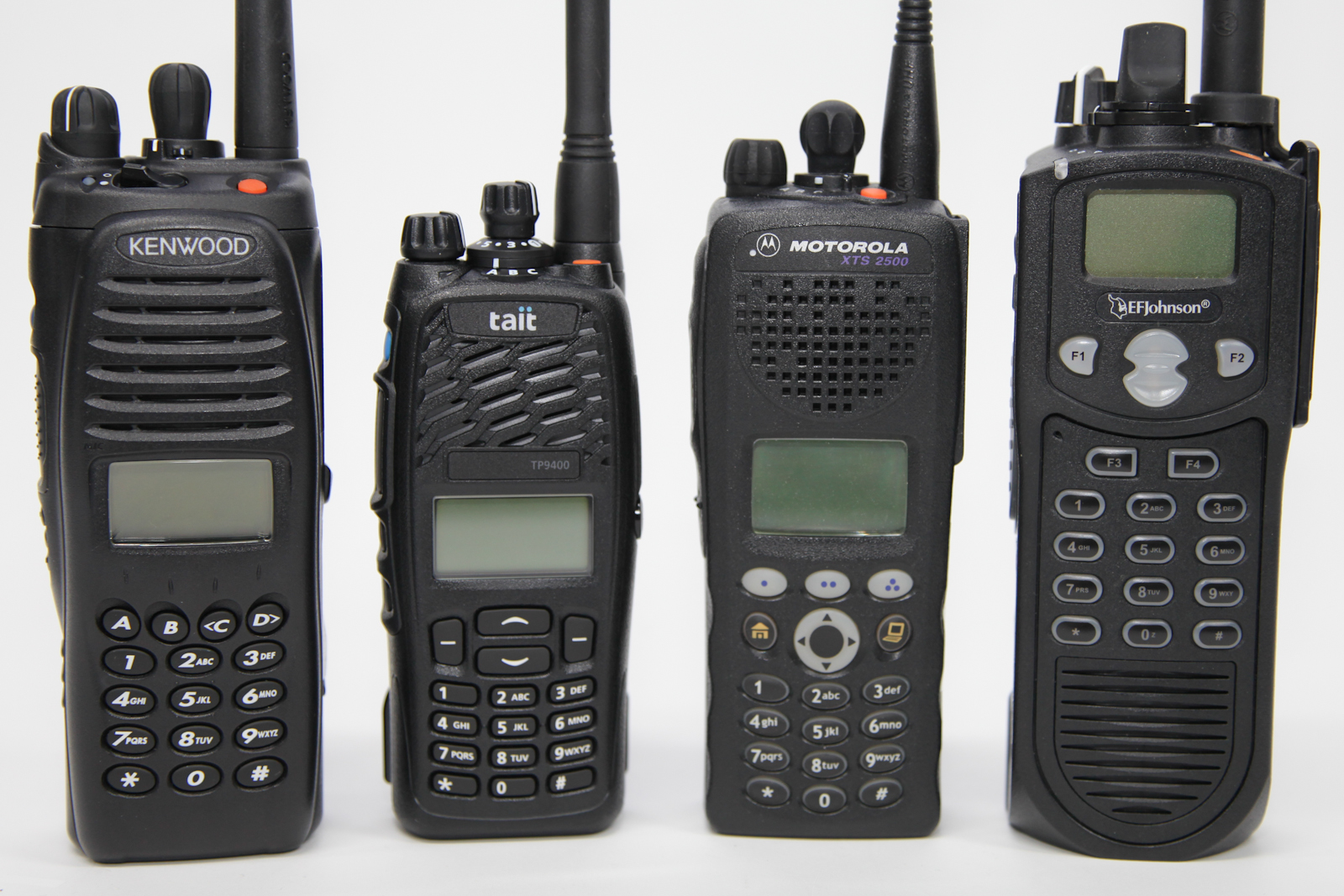
ハンディ・トランシーバーの例

- 画像転送装置、衛星通信機器（衛星電話）[27]
- カーナビゲーション
- 救護活動用トランシーバー、業務用無線機[28]
- ノート型パソコン、タブレット端末 等

## 救急車型ドクターカー

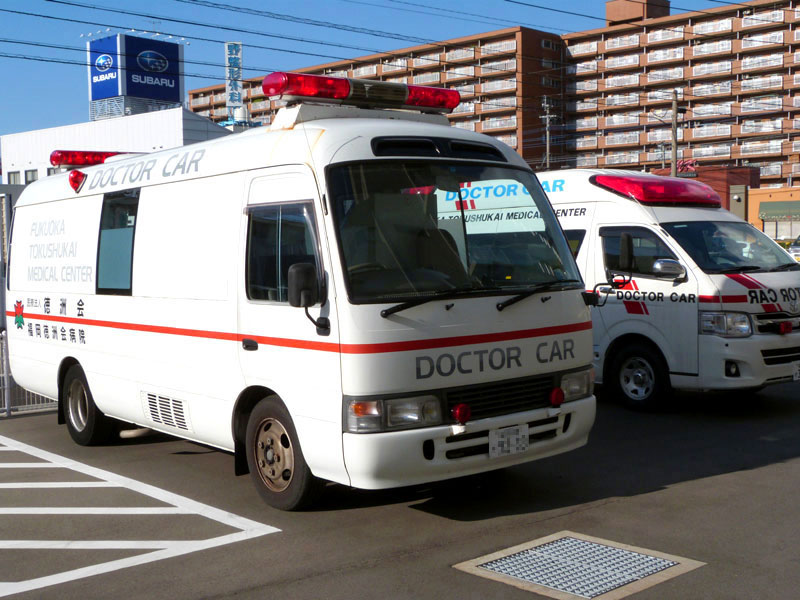
福岡徳洲会病院 （マイクロバス型＆救急車型）
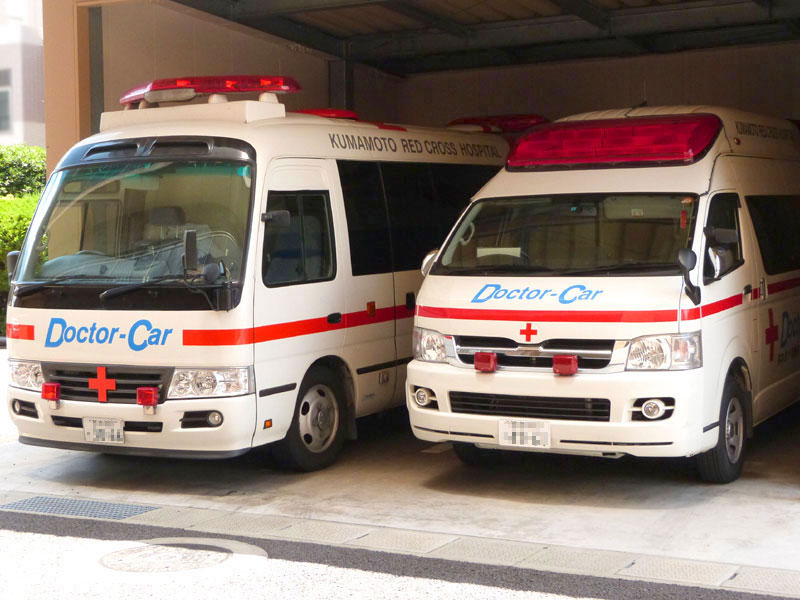
熊本赤十字病院 （マイクロバス型＆救急車型）
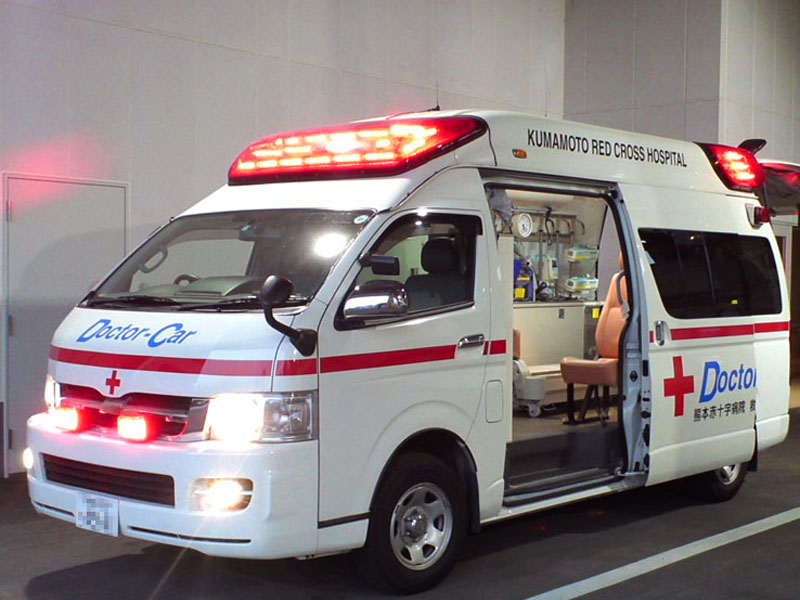
熊本赤十字病院 救命救急センター
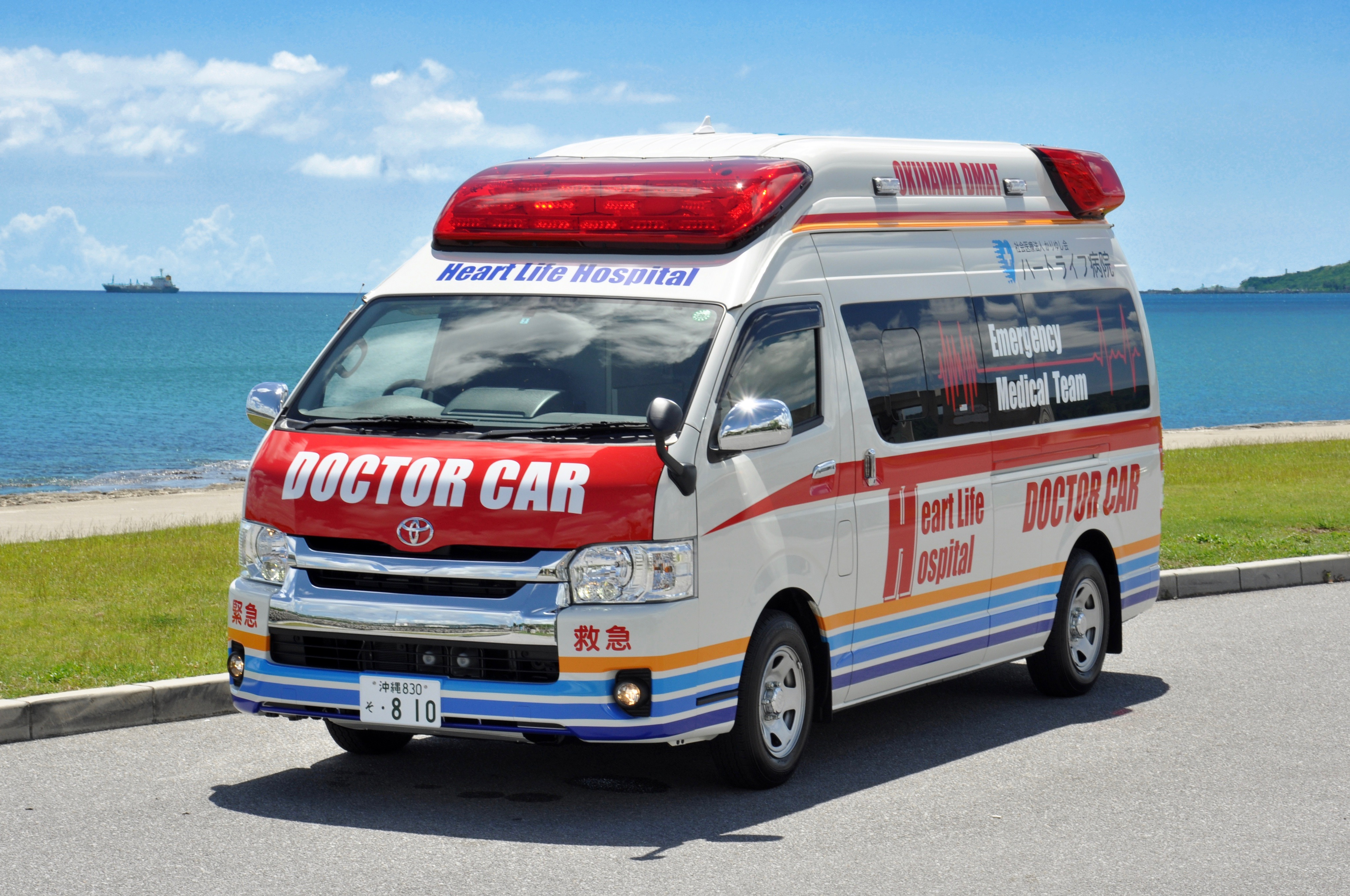
ハートライフ病院 ドクターカー
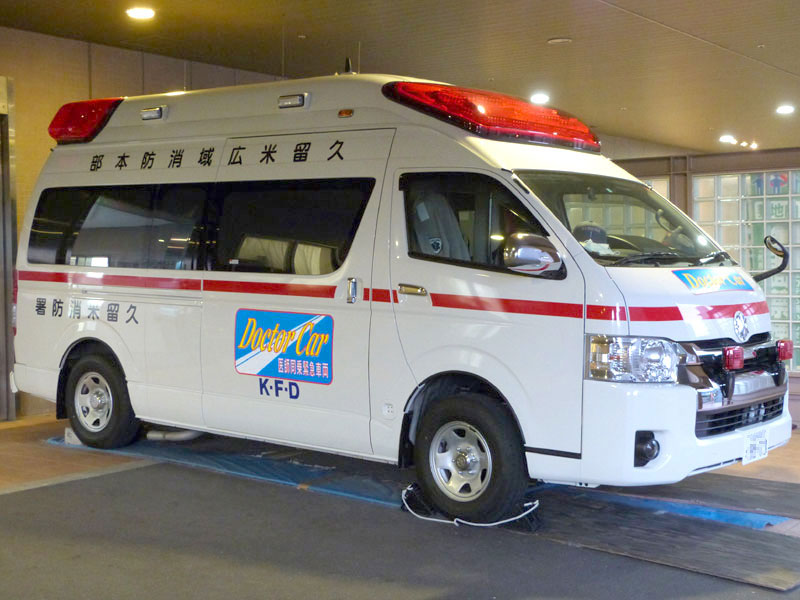
久留米広域消防本部 久留米消防署 ドクターカー （装備は通常の高規格救急車と同じ）
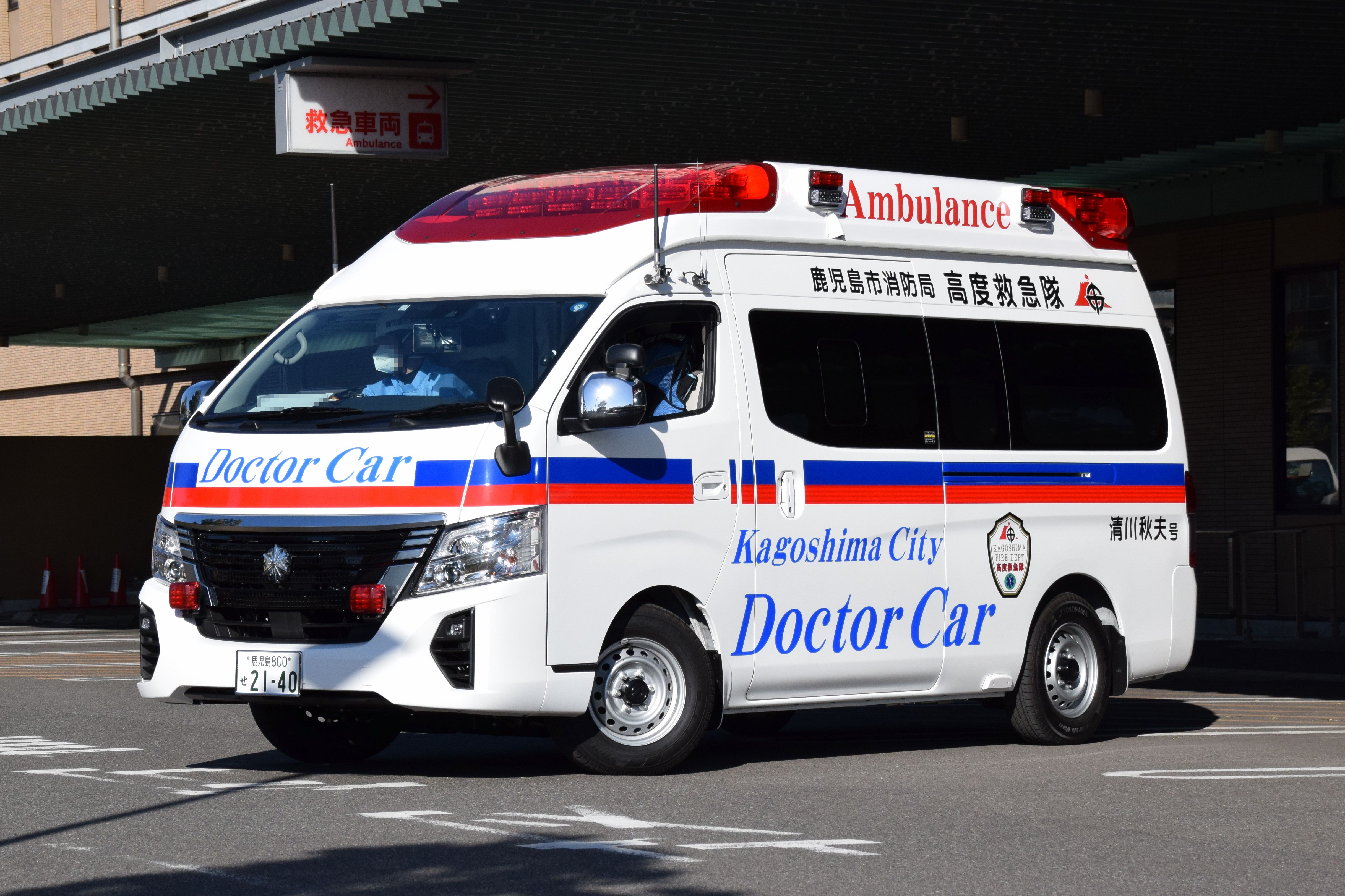
鹿児島市消防局 ドクターカー

- 既存の高規格救急車をベースにしたものやマイクロバスを特装したもの等、バリエーションは多岐に渡る。また、車体に露骨に「ドクターカーだ」と表示していない車両も多くあり (具体例としては 岡山大学病院、島根大学医学部付属病院、山口大学医学部付属病院、福岡大学筑紫病院、産業医科大学病院、久留米大学病院、長崎大学病院、日本赤十字社長崎原爆病院 など)、医療機関の救急車との違いは外見だけでは判別困難である。

- 消防署より、廃車になった高規格救急車を『ドクターカー」として再利用するケースもある。一例としては、弘前大学医学部附属病院救命救急センターのドクターカーは、2012年に弘前地区消防事務組合より耐用年数を超えたトヨタ・ハイメディックを無償譲渡してもらい、塗装等の細部を変更した後、ドクターカーとして運用している。

### 新生児搬送用

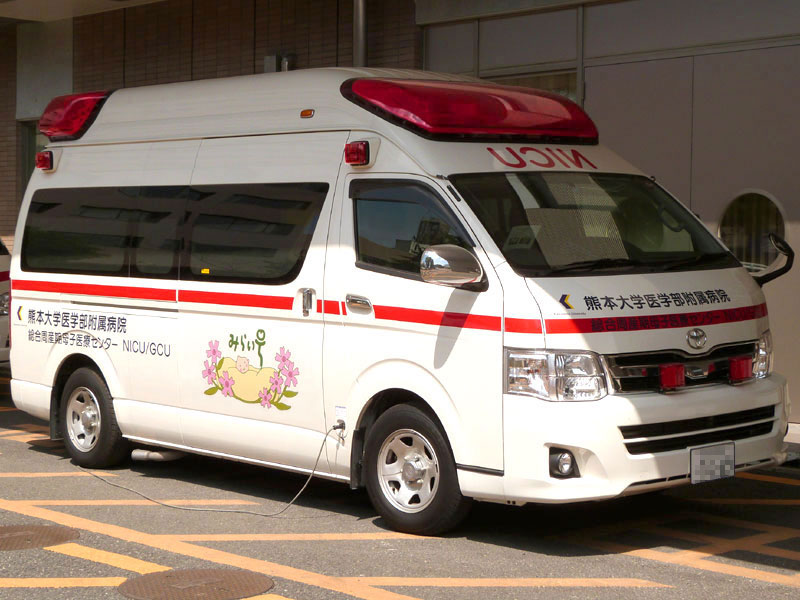
熊本大学病院　NICU／GCU の
「みらい号」

- 主に中・小規模の産婦人科病院からの要請で、新生児集中治療室 (NICU) での処置が必要とされる場合（妊婦が30歳代以上の場合の 高齢出産 や、超早産等でハイリスクを伴う出産時）に、総合周産期母子医療センターに指定された病院から医師と看護師が同乗し、新生児や妊婦に医療を行いながら病院へ搬送する際に使用される。

- かつて新生児搬送用ドクターカーは大型保育器（昔は室内据え置き用の保育器を無理して車内に積んでいた）などの医療機器を積載する為、それらを安定して動かす電源と車内スペースを多く確保する観点からトラックやバスをベースにした大型の車両が多かった。
しかし現在の一般的な保育器は、周辺機器を含めてもストレッチャーの中に全て収まるように小型化されており、この他にも性能が向上・小型化した医療機器が全国のNICUに一般的に普及したことに加え、搬送途中の不安定な車内を医療スタッフが歩き回るというケースは無い、という事実が共通認識となってきた事により、そもそも大型車である必要性自体が無くなった。
これを受け、現在は商用ワンボックスカーベースで十分に運用が可能な車両が登場している[広報 1]。
商用ワンボックスカーベースの車両は旧来型のトラック・バスベースのタイプのものと比較すると車体の取り回し、機動性の点で大きく優れており、さらに導入コスト・維持コストが安く抑えられ、しかも搭載している医療機器の性能は格段に高いことから、大型車よりコンパクト化を求める時代のニーズ[29]に合致している。新生児用は今後、商用ワンボックスカーベースの車両が主流になっていくものと思われる。

新生児搬送用ドクターカーは主に総合周産期母子医療センター指定病院が所有している。
- 青森県立中央病院
- 大阪府立母子保健総合医療センター(大阪府和泉市)
- 安城更生病院(愛知県安城市)
- 鹿児島市立病院
- 国立病院機構三重中央医療センター
- 埼玉県立小児医療センター
- 順天堂大学医学部附属静岡病院(静岡県伊豆の国市)
- 静岡県立こども病院(静岡県静岡市葵区)
- 聖隷浜松病院(静岡県浜松市中区)
- 社会医療法人生長会ベルランド総合病院(大阪府堺市中区)
- 今給黎総合病院(鹿児島市)

など

### 循環器専用（モービルCCU）

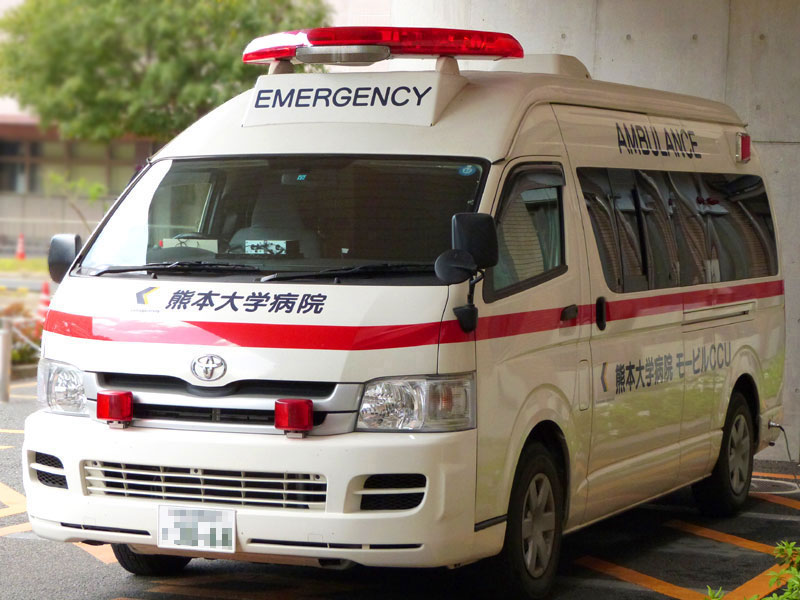
モービルCCU
熊本大学病院

心筋梗塞などの緊急でカテーテル治療や循環器疾患集中治療室（CCU）での治療が必要な患者の転院搬送などに使われる。
- 仙台厚生病院
- 聖隷浜松病院
- 近畿大学奈良病院
- 倉敷中央病院[広報 2]
- 福岡和白病院
- 済生会熊本病院
- 熊本大学病院
- 宮崎市郡医師会病院

など
　

## DMATカー

### 宿泊支援車 (キャンピングカー)

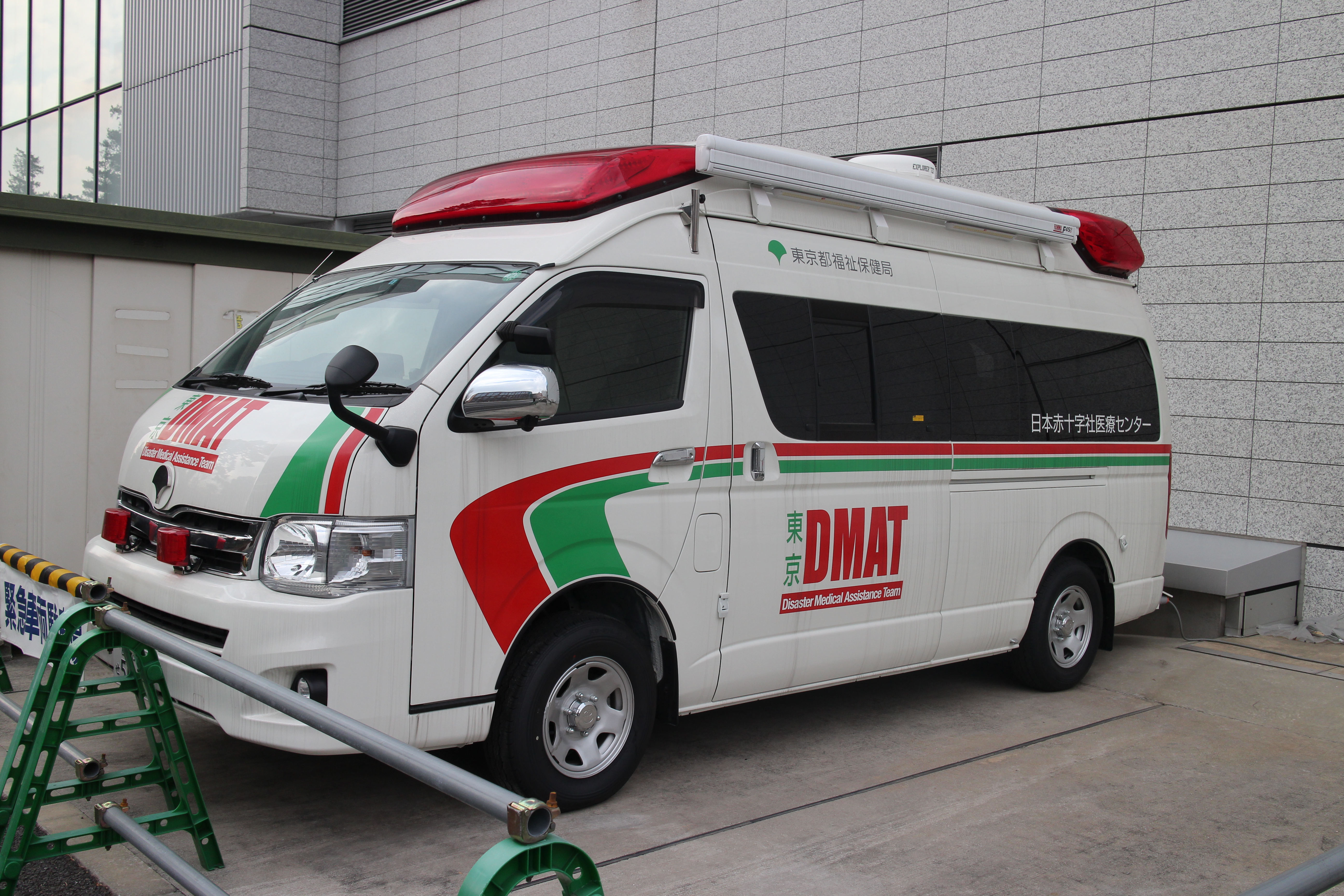
日本赤十字社医療センター配備の
東京DMATカー(宿泊支援車)

2011年の東日本大震災で浮き彫りになった数々の反省点を教訓に、東京都福祉保健局が主導し東京DMATに指定する25病院に「東京DMATカー」として配備した。

救急車と似た外見であるが、車内で治療を行う車では無く、DMATスタッフが被災地で自己完結的に活動するための宿泊支援車（キャンピングカー）である。
そのため車内には様々な通信機器やテント、調理器具、保存食料や水等の野営資器材（キャンプ用品）のほか、車内に2段ベッドや簡易トイレを搭載している。平成23年度に、パラメディックベースの車両を10台配備。平成24年度にハイメディックベースの車両を15台配備した。
東京DMATカーは大規模災害時の宿泊支援が主な目的である事や、病院の人員の都合もあり、平時の東京DMATの出動は従来通り 東京消防庁のDMAT連携隊の広報車によって行っている場合がほとんどである。

### 消防車型 DMATカー

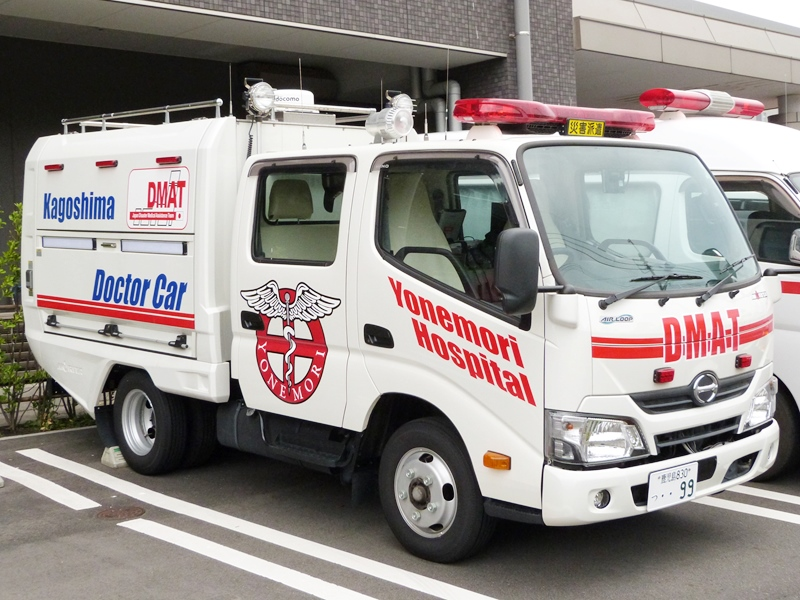
米盛病院(鹿児島市)の 消防車型 DMATカー

鹿児島市内の災害拠点病院である米盛病院には、モリタ製の 多機能型消防車の車体をベースにした 消防車型 DMATカー が存在している。
消防車型といっても搭載しているのは消防ポンプではなく、中型発電機やLED照明、サーチライト、救護テントや折畳みベッド、担架などの患者搬送機材、災害医療用の治療資機材、薬剤、衛星通信機器やモニター、ノートパソコン、寝袋、毛布などが装備されている。

### トラック型 DMATカー

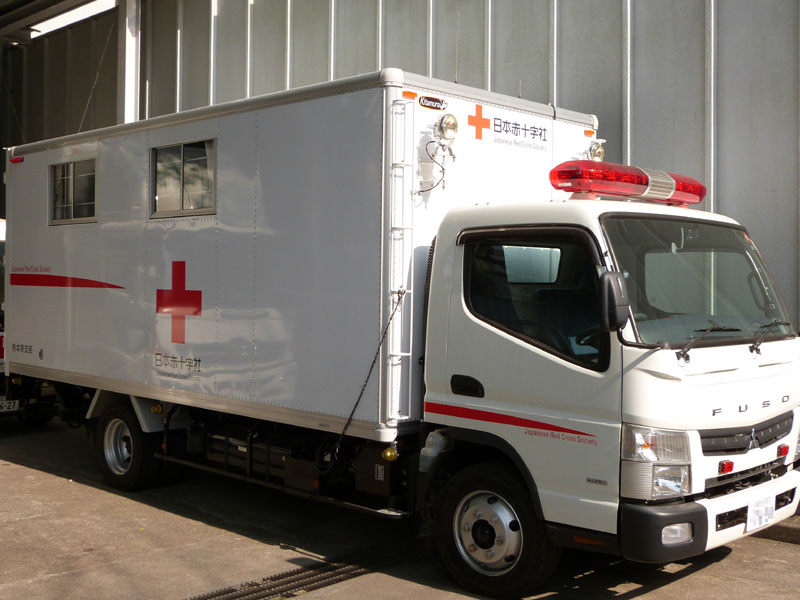
日本赤十字社熊本県支部(熊本赤十字病院)の災害医療トラック

- 災害時には、通常時と比べて多数の傷病者が発生するため、これに対応する為には相応の量の医療資器材が必要となる[30]。
トラック型DMATカーの強みは、その優れた物資輸送能力である。

### 特殊医療救護車

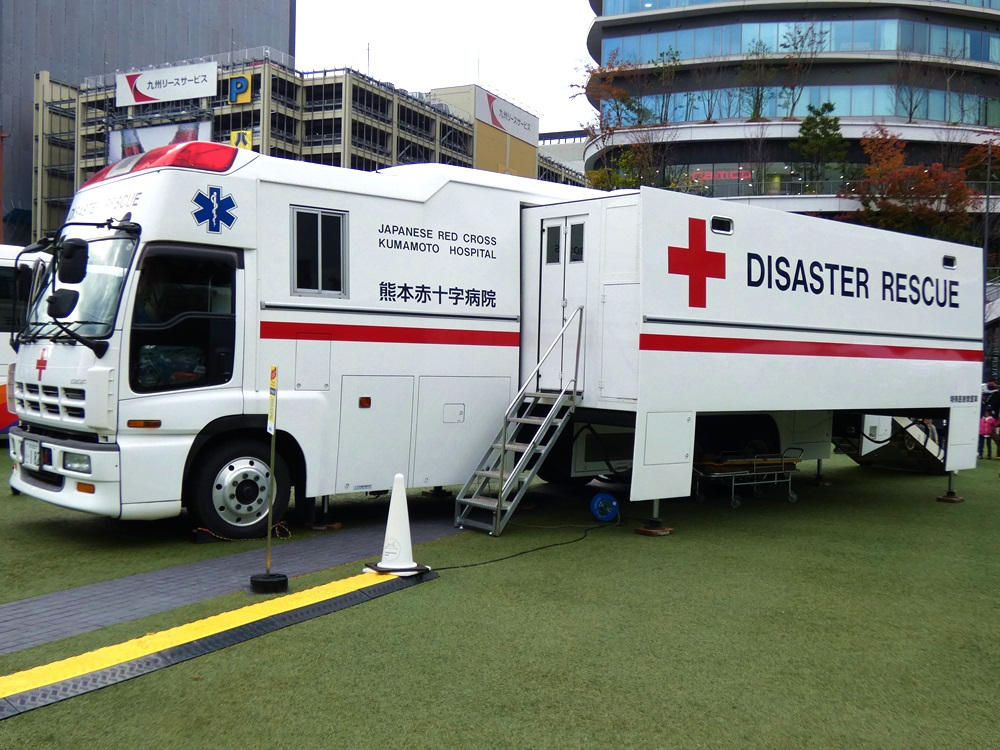
特殊医療救護車

- 特殊医療救護車 [32]は、医師・看護師・薬剤師・診療放射線技師・業務調整員などで編成された赤十字病院の救護班が同乗し、被災地や災害現場などに直接出動することで早期に災害医療を開始し、重篤な傷病者の救命率を上げる為に建造された車両である。

停車時には車体の左側が拡張し、車幅4.3m、床面積25m2、4床の緊急手術が可能な救命処置室となる。車両後部のハッチから油圧式スロープを展開し、ストレッチャーに載せたままで傷病者を搬入できる。車体の発電機による電源の他、外部商用電源に接続しての運用も可能。
車内には4基の手術台や無影灯、心電図モニター、ポータブルX線装置、携帯式エコー検査装置、迅速血液検査装置、人工呼吸器、笑気ガス／酸素ボンベ一式、アコマ麻酔器、開胸器、吸引器、患者加温システム（ウォームタッチ）、除細動器、IABP駆動装置、輸液ポンプ、シリンジポンプ、救急カート、防毒マスク、手術用の流し台（シンク）と床下に150Lの上下水タンクなどを備え、通信設備として日赤無線、アマチュア無線、衛星通信を使用した遠隔医療システム、被災地での長期間の活動に備えて運転席の後部には個室トイレ（燃焼トイレ）も設置されており、更に情報収集／巡回診療用のモトクロスバイクなどを搭載している。

### CBRNE除染医療車

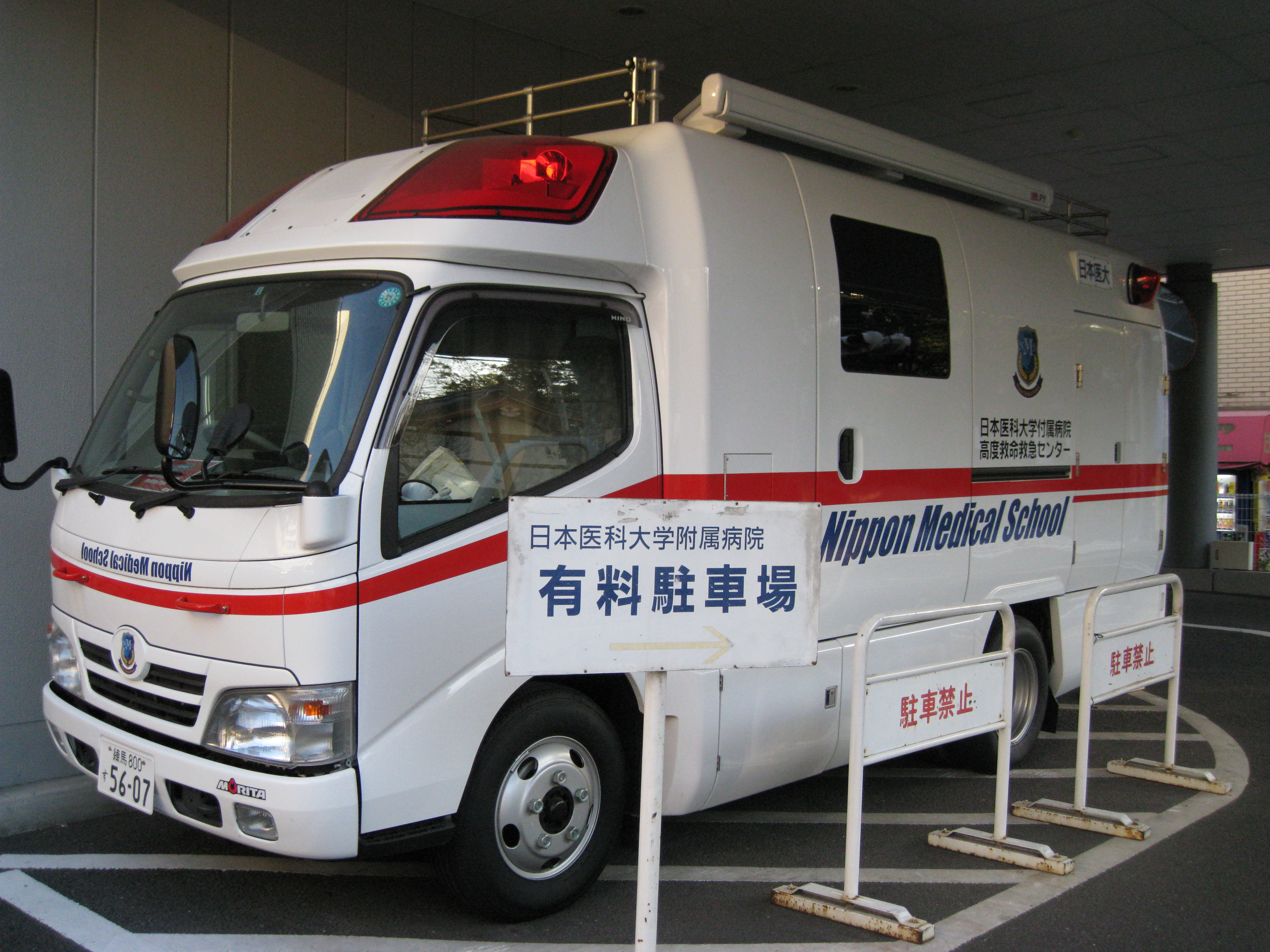
CBRNE(シーバーン) 除染医療車

日本医科大学付属病院のCBRNE除染医療車は、CBRNE(シーバーン)と呼ばれる、化学兵器(Chemical)、生物兵器(Biological)、放射性物質(Radiological)、核物質(Nuclear)、爆発物(Explosive)などによる災害現場において、ウォームゾーンの近くまで医療チームを前進させよう、というコンセプトに基づき ノルメカエイシア社により製作されたDMATカーの一種で、主な役割としては、CBRNEにより汚染された患者の洗浄作業を行う車両である 。
モリタ製の消救車をベースに改造して製作してあり、消防団で使用している物と同じ 防水布製の組立て式200Lの水タンク（簡易プール）や、折り畳みテント、使い捨て防護服やゴム長靴、ゴム手袋、ノートパソコン、プリンター、ブラシやスポンジ、洗剤、その他除染用の資器材を搭載している。但し、水そのものを輸送する設備は有していないため、組立て式の防水布製 水タンク(簡易プール) に貯める200Lの水は、現地で調達する必要がある。車内には患者洗浄用の簡易すのこベッドを装備しているため、場合によっては患者の搬送も可能。組立て式の水タンク(簡易プール) は生活用水としても使用でき、車内スペースはDMATの長期活動を支える簡易な小会議室、スタッフの休憩室としての利用が可能。
短所としては、車体がトラックをベースとしているため、大型車に慣れていないと運転が難しく、大型車の専用駐車スペースも必要で、都市部では平時の日常的な運用が難しい、という問題点が挙げられていた。
この課題を解決するため、その後ノルメカエイシア社により製作された東京曳舟病院のCBRNE除染医療車は、日産の救急車をベースに改造して製作してあり、大型車ゆえの運用の難しさを解消した。
水タンクの容量は大幅に少なくなってしまったが、車外に温水を供給できる簡易シャワー機能を備えており、平時には医療機関の救急車として日常的な運用ができるようになっている 。

## 乗用車型ドクターカー

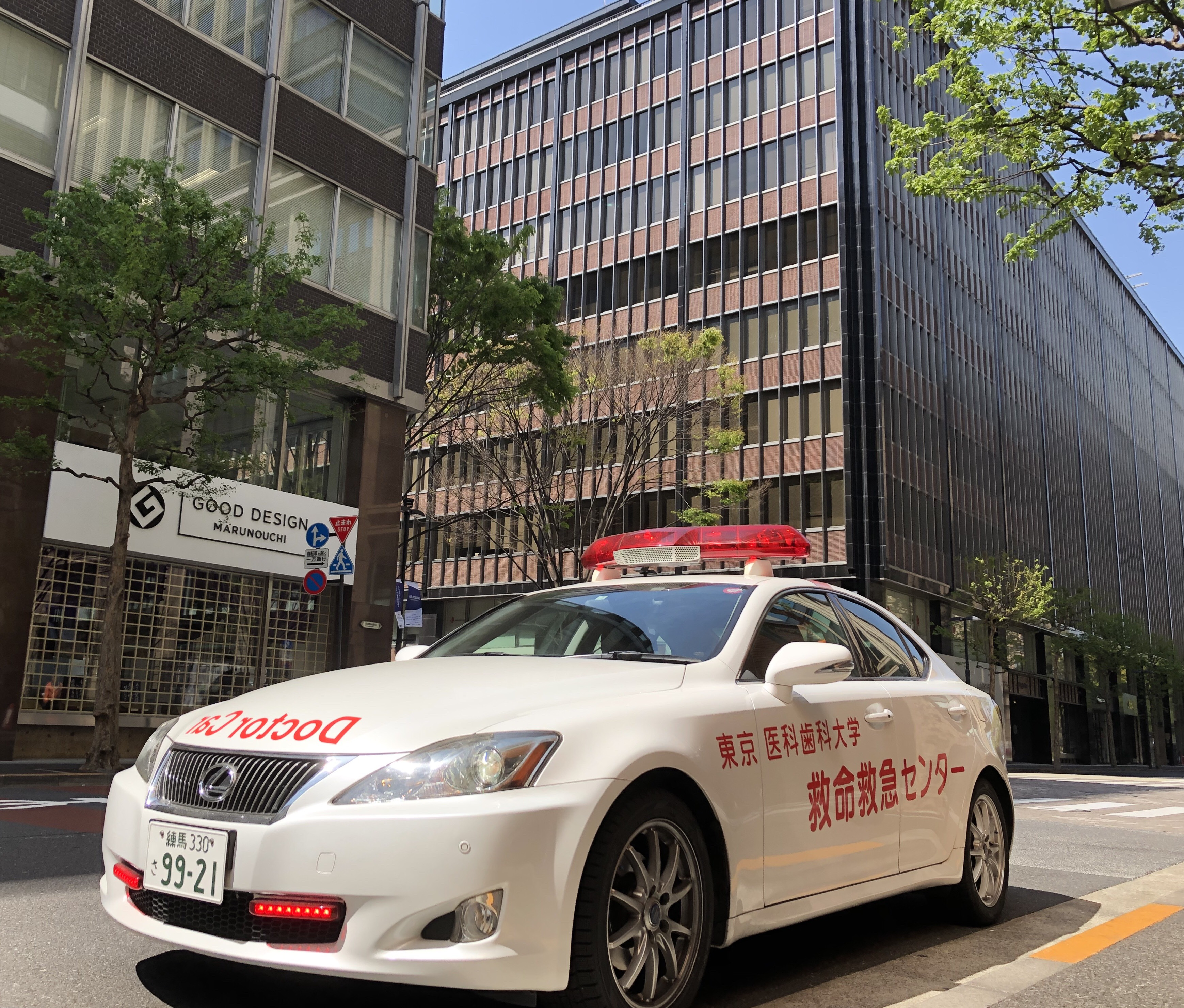
東京医科歯科大学救命救急センター ドクターカー
（LEXUS IS250)

- ベース車種はセダン、ステーションワゴン、軽自動車、SUVと幅広く、実際活動を想定している地域の地理的な特徴や医療機関のニーズに合わせてバラエティに富んでいる[40]。

- 乗用車型ドクターカーは緊急自動車であるが、3ナンバーまたは5ナンバー登録となっているものが多い。乗用車型の多くは医師の現場派遣が目的であり、患者搬送は消防の救急車に医師も同乗して行けば良いために、近年は救急車型と比べて安く導入できる乗用車型の導入も増えているようである。

しかしこれは「消防の救急車は いつでもすぐ現場に来てくれるだろう」という根拠の無い希望的観測を前提としたものである。実際には乗用車型ドクターカーで現場に出動したものの、不運にも消防の救急車に出動指令が重なり他の現場に出動中のため不在であった為に乗用車型ドクターカー出動の現場へ救急隊が直ちに向かう事が不可能で、しかも乗用車型では患者を搬送する能力が無いために 医療スタッフは自分達ではどうする事も出来ず、ただ現場で長時間に亘って救急隊の到着を待たざるを得なかったという事例も起きており、乗用車型ドクターカーは 一刻を争う救急医療の分野においては 致命的なデメリットが有るという点を忘れてはならない。
- 在宅医療を行う病院やクリニックでも、一定の要件を満たせば往診用の自家用車を通称「緊急往診車」[42]として緊急自動車の指定を受けることができるようになった。この場合は、警察の覆面パトカーさながらに着脱式の警光灯をルーフに載せて緊急走行することとなる[43]。

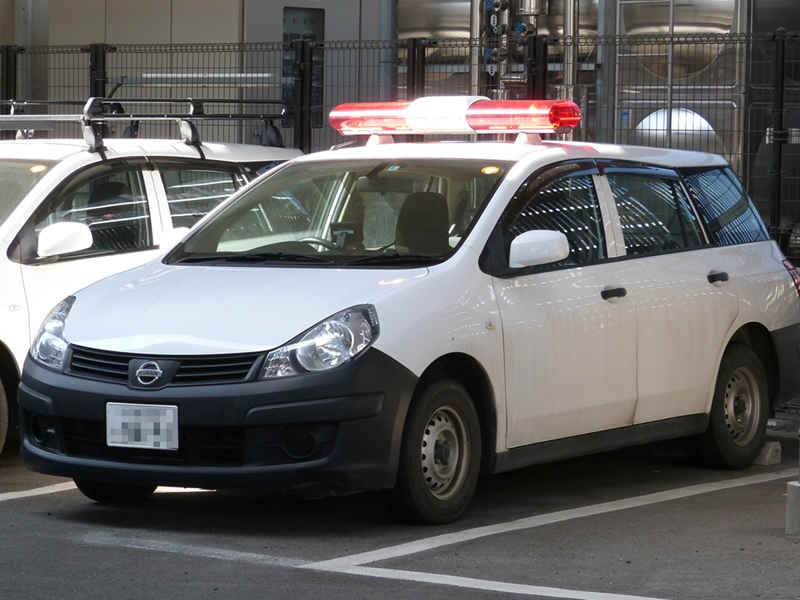
緊急往診車（ドクターカー）

しかし現実の在宅医療は かかりつけのホームドクター的なもので、３次救急などの慌ただしい分野とは異なり、主に高齢者医療、障害者医療、悪性腫瘍の末期自宅療養、看取り等を中心に自宅等で安静に療養している患者を扱っており、医師が患者宅に往診で緊急走行までしなければならないという事例は極めて稀（急変の危険性が有るなら事前に入院させて病状を安定させるか、または119番で救急車を呼ぶ方がよい）なので、往診の為に緊急自動車の指定を受ける車両は全国でもまだ少数派である。

## ECMO（エクモ）カー
新型コロナウイルス感染症の大流行により、重症化した患者を転院搬送する為の車両。
酸素マスクや人工呼吸器などと異なり、肺を介さずに血中酸素濃度を直接操作できる体外式膜型人工肺（ECMO）という医療機器を装着したままで患者を搬送できる。
ECMOは作動中に多くの電力を消費するが、これに対応するため、救急車の10倍以上の大容量バッテリーを備え、移動中の機器トラブルに対応する工学技士の作業スペースをストレッチャーの両側に確保している。
デメリットとしては車両や積載している医療機器の導入費用・維持コストが非常に高額であるにも関わらず、用途が極めて限定的であり、汎用性が低い点である。
人員不足、知識、経験などの理由によりECMOを複数台同時に運用できる医療機関は少なく、このため広域搬送、長距離移動が前提となる。ECMOカーを導入した主な医療機関は以下の通り。
- 札幌医科大学付属病院[49]
- 千葉大学医学部附属病院[50][51]
- 東京都立多摩総合医療センター[52]
- 横浜市立大学附属市民総合医療センター[53]
- 前橋赤十字病院[54]
- 藤田医科大病院[55]
- 公立豊岡病院[56]
- 岡山大学病院[57]
- 福岡大学病院[58]

など。
- なお、世界中で猛威を振るいエクモカー導入理由の一つとなった新型コロナウイルス感染症については、2023(令和5)年1月27日、首相官邸で開催された 第101回新型コロナウイルス感染症対策本部において「感染症法上の位置付けの変更」「基本的対処方針の廃止」「政府対策本部の廃止」等が取りまとめられ、特段の事情が生じない限り令和5年5月8日以降、季節性インフルエンザと同等の「5類感染症」に引き下げられることが正式に決定した[59][60][61]。

## 24時間現場直行式・ドッキング方式運用を行っている医療機関

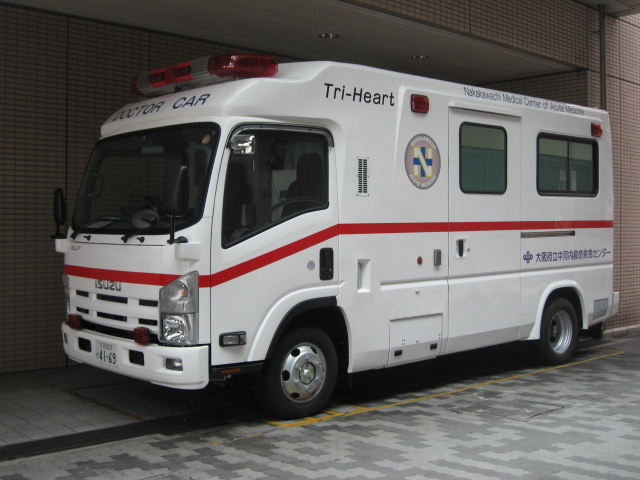
大阪府立中河内 救命救急センター （2代目）
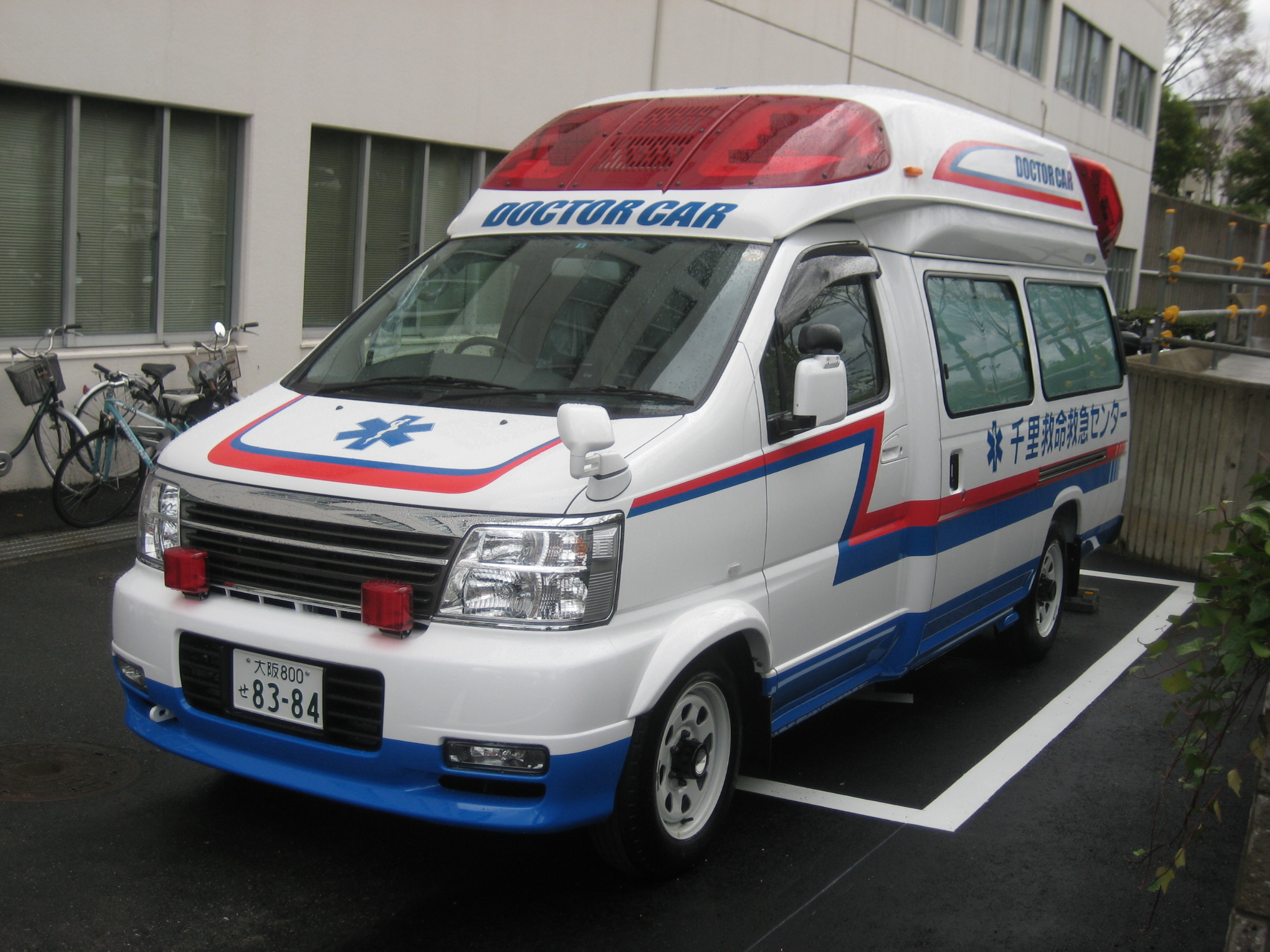
大阪府済生会 千里救命救急センター（4代目）
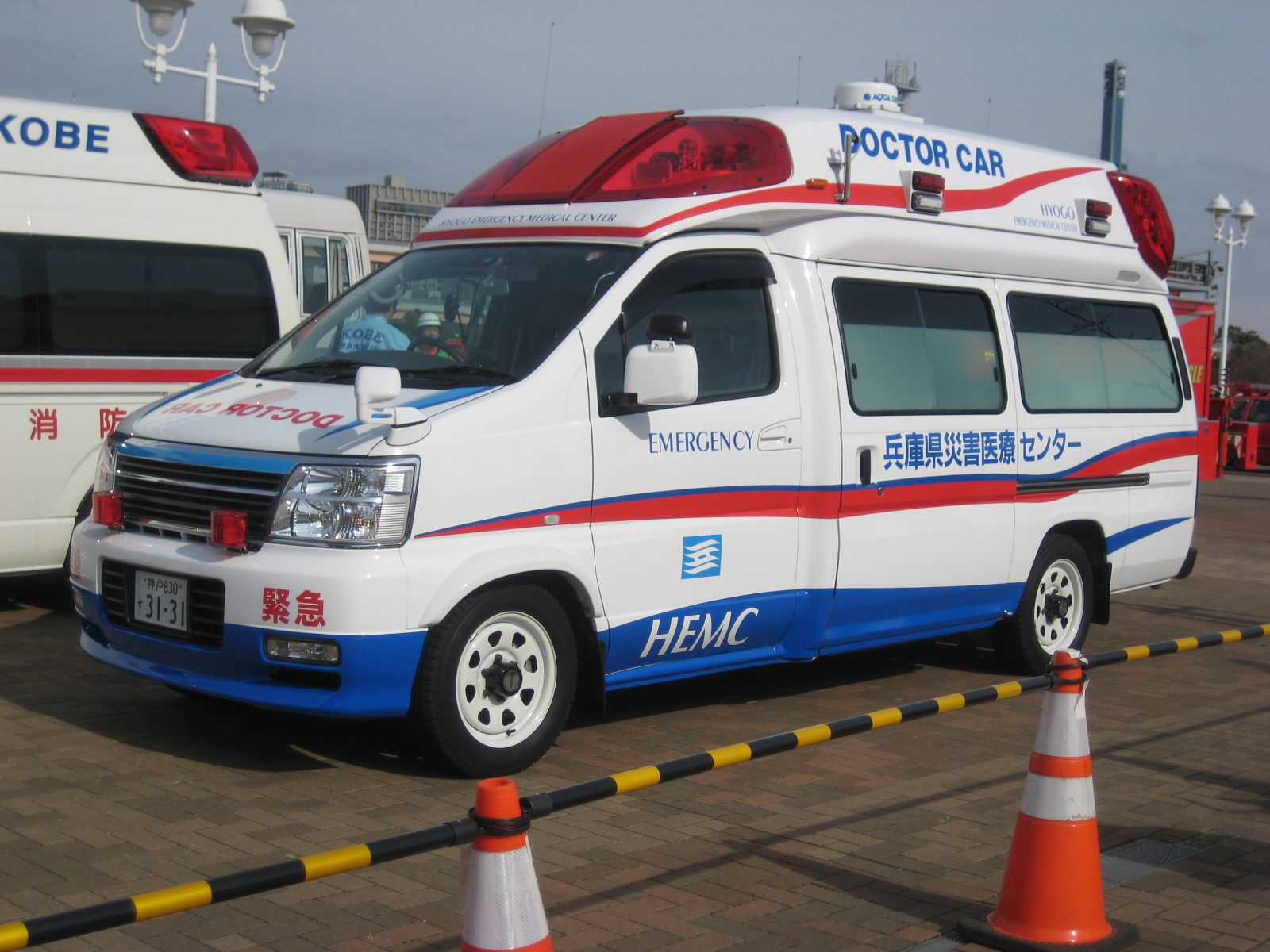
兵庫県 災害医療センター （2代目）
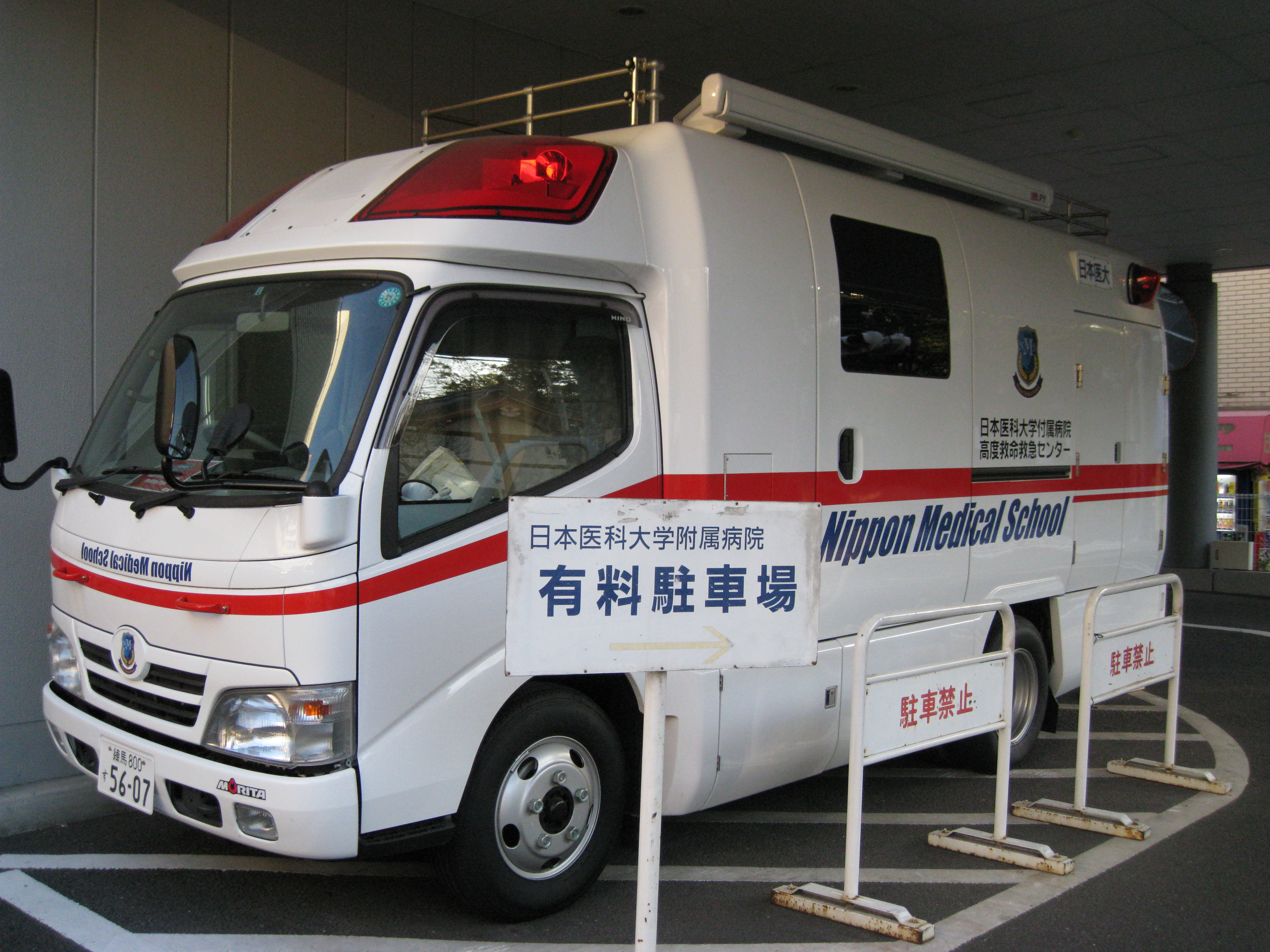
日本医科大学付属病院 高機能型

一般財団法人温知会会津中央病院救命救急センター(福島県会津若松市)
ドクターカーの運行開始は1986年（昭和61年）と国内でも古く東北地方でのプレホスピタルケア(病院前救護活動)の先駆けとして全国にも名が知れている。
直接現場に出向く事もあるが、会津若松地方は面積が非常に広大な事から病院への搬送まで2時間程度掛かる事も珍しく無く、処置を開始する時間を短縮する為に始められたシステムである。
従って、直接現場に出場するというよりもドッキングポイントで救急隊とドッキングするケースが圧倒的に多い。
使用車両は高規格救急車（札幌ボデー・トライハート）1台と、乗用車型ドクターカー（5代目 SK系スバル・フォレスター）1台。
兵庫県立兵庫県災害医療センター(兵庫県神戸市中央区)
独立型救命救急センターで神戸赤十字病院に併設された兵庫県立のセンター。運行開始は2004年（平成16年）。活動エリアは広範囲で神戸市全域・尼崎市・西宮市・芦屋市の3市で構成される阪神南県民センター管内・伊丹市・宝塚市・川西市・三田市・川辺郡猪名川町の5市町で構成される阪神北県民局管内・東播磨県民局管内の明石市に於いて運用される。
日中時間帯は神戸市立医療センター中央市民病院のドクターカーが運行している事から日中時間帯は神戸市外への出動が多い。使用車両は日産・パラメディック予備車を含め2台。消防無線実装。
国立大学法人 東京医科歯科大学医学部附属病院 救命救急センター(東京都文京区)
2009年（平成21年）3月より運用開始。活動エリアは千代田区・文京区・中央区。東京駅を始め、東京ドームや霞が関の官庁街などの都心部を管轄し、一日に多くて6～７件出動する。
使用車両は乗用車型ドクターカー（レクサス・IS250)　この他に東京DMATカーとして日産・パラメディックも保有。
東日本大震災では宮城県・岩手県・福島県に現地入りし福島第一原子力発電所事故にも出動。2020年（令和2年）には新型コロナウイルス感染症対応の為、横浜港に停泊したクルーズ客船ダイヤモンドプリンセス号にも出動している。
学校法人日本医科大学・日本医科大学付属病院高度救命救急センター(東京都文京区)
活動エリアは東京23区全域。（トヨタ・エスティマ)の乗用車型ドクターカーを配備し秋葉原通り魔事件等でも活躍。現在はトヨタ・ハリアーの乗用車型ドクターカー、日産・パラメディックの東京DMATカー、トヨタ・ハイメディック、さらにCBRNEに対する除染機能・衛星携帯電話・TV・FAX・ノートパソコン等を搭載し、災害現場でDMATを始めとする各医療スタッフの指揮車としての機能も有している高機能型ドクターカーを配備しており、東日本大震災でも活躍した。
船橋市立医療センター(千葉県船橋市)
運用開始は1992年（平成4年）国内に於ける現場出場型ドクターカーの元祖。救急ワークステーション方式を採用。船橋市消防局直轄部隊として運用している。
近年の救急ワークステーション方式に於けるドクターカーシステム構築の草分け的存在。使用車両はトヨタ・ハイメディック。
前橋赤十字病院(群馬県前橋市)
2013年（平成25年）2月より運用開始。活動エリアは群馬県前橋市。使用車両は3台 で、その内の1台は2018年3月に導入されたMobile ECMO・DMAT対応ドクターカー(札幌ボデー・トライハート)。
高崎総合医療センター(群馬県高崎市)
2013年（平成25年）9月より運用開始。活動エリアは群馬県高崎市と安中市。使用車両はトヨタ・ハイメディック1台。
医療法人医仁会さくら総合病院(愛知県丹羽郡大口町)
2000年（平成12年）より運用開始。365日24時間運用。活動エリアは広範囲で愛知県(江南市・犬山市・小牧市・岩倉市・西春日井郡豊山町・丹羽郡大口町・丹羽郡扶桑町) , 岐阜県(多治見市・各務原市)。
使用車両は救急車型3台・乗用車型ドクターカー(Eクラス・Gクラス)の2台。
学校法人藤田学園・藤田保健衛生大学病院救命救急センター(愛知県豊明市)
2013年（平成25年）4月22日から運用開始。運用開始当初は土曜・日曜・祝日を除く月曜日 - 金曜日の9時 - 17時までであったが、同年12月1日より365日24時間運用を開始した。
活動エリアは豊明市・日進市・愛知郡東郷町・刈谷市・大府市・みよし市一部地域と伊勢湾岸自動車道・知多半島道路。
将来的には現在よりも活動エリアも拡大予定で名古屋市の一部市域も視野に入れている。使用車両はトヨタ・ハイメディック。
社会福祉法人聖隷福祉事業団聖隷三方原病院救命救急センター(静岡県浜松市北区)
ドクターヘリ基幹病院であるが、悪天候時・夜間の場合はドクターカーにて出場する。日中帯は病院所有のドクターカーにて出動するが、夜間は当直人員の関係から浜松市消防局の救急車にピックアップしてもらい出動する。
活動エリアは浜松市全域。2005年（平成17年）の市町村合併に伴い市の面積が大幅に拡大した事から出動範囲も広範囲となった。使用車両は日産・パラメディック。
岐阜県立多治見病院（岐阜県多治見市）
2008年（平成20年）9月から岐阜県内で初めて運用開始。
中津川市民病院病院前救急診療科（岐阜県中津川市）
2013年（平成25年）9月に国内初の病院前救急診療科を設置。2014年（平成26年）3月から本格運用開始。使用車両は乗用車型ドクターカー(スバル・フォレスター)。愛称はNEMAC（Nakatsugawa Emergency Medical Assistance Car）。かつて岐阜県立多治見病院で日本初の乗用車型ドクターカーや医師自らがハンドルを握り現場まで緊急走行するシステムが取り入れた間渕則文医師によって、2013年9月に日本で初めてのドクターカー専属の「病院前救急診療科」が中津川市民病院に創設された。専属の医師と看護師が24時間365日医師宿舎か病院で待機して出動できる体制を取っている。基本的には医師と看護師が2人1組であるが、夜間帯は医師が自ら運転して1名で出動する。スタッフ全員が第三級陸上特殊無線技士や一般緊急自動車運転技能者課程を受講している。
新潟市民病院救命救急センター(新潟県新潟市中央区)
2007年（平成19年）11月1日から運用を開始。救急ワークステーション方式を採用。新潟市消防局警防課高度救急隊と連携し、ドクターカーの運用を行っている。
使用車両は新潟市消防局所有の日産・パラメディック1台と病院所有の札幌ボデー・トライハートロングボデー1台（DMAT対応車）の計2台。
社会医療法人財団慈泉会相澤病院救命救急センター(長野県松本市)
2008年（平成20年）3月より24時間運行を開始。活動エリアは松本広域消防局管内であるが、北アルプス広域連合消防本部とはドッキング方式で運行している。拠点の松本市に隣接する日本でも屈指の規模を誇る北アルプスでの遭難や滑落などの事故にも出動している。冬シーズンになると白馬村・栂池高原方面でのウインタースポーツでの事故や災害等も度々発生する事からこちら方面への出動実績もある。使用車両はトヨタ・ハイメディック・トヨタ2B型標準救急車の計2台。
独立行政法人国立病院機構災害医療センター(東京都立川市)
東京消防庁多摩指令室からの出動要請により出動する。主な活動エリアは立川市・昭島市・東大和市・国立市・日野市・国分寺市・武蔵村山市・福生市であるが状況によって青梅市・瑞穂町・八王子市・羽村市・あきる野市・東村山市にも出動する。使用車両は乗用車型ドクターカー(マツダ・アクセラ)と日産・パラメディックの2台。
大阪府立中河内救命救急センター(大阪府東大阪市)
運用開始は1998年（平成8年）5月。独立型救命救急センターで東大阪市立総合病院に併設された大阪府立のセンター。活動エリアは東大阪市・八尾市・柏原市の3市で構成される中河内医療圏であるが、柏原市を管轄するのが大阪南消防組合である事から医療圏を越え羽曳野市・藤井寺市に赴く事もある。稀に松原市に出動する事もある。2020年(令和2年)から3代目車両が運用開始。使用車両は札幌ボデー・トライハート。
社会福祉法人・恩賜財団大阪府済生会千里病院千里救命救急センター(大阪府吹田市)
運用開始は1993年（平成5年）1月。当初は大阪府立の独立型救命救急センターとして運営されていたが、2006年（平成18年）4月1日より所管が大阪府より済生会に移管された。
活動エリアは吹田市・豊中市・箕面市・池田市・豊能郡豊能町・豊能郡能勢町の6市町で構成される豊能医療圏が管轄区域であるが要請があれば兵庫県域である川西市・川辺郡猪名川町等へも出向く事がある。
最近では2013年（平成25年）に京都府福知山市で発生した2013年福知山花火大会露店爆発事故に出動。2020年(令和2年)5代目車両が運用開始。使用車両は日産・パラメディック予備車を含め2台。
地方独立行政法人りんくう総合医療センター大阪府泉州救命救急センター(大阪府泉佐野市)
運用開始は1994年（平成6年）10月3日。独立型救命救急センターでりんくう総合医療センターに併設されている。2013年（平成25年）4月1日より所管が大阪府より地方独立行政法人に移管された。
関西国際空港での航空機災害を念頭に置いた出動が主である。活動エリアは広範囲で泉佐野市・泉南郡熊取町・泉南郡田尻町・阪南市・泉南市・泉南郡岬町・貝塚市・岸和田市・泉大津市・和泉市・泉北郡忠岡町の7市町で構成される泉州医療圏であるが、要請があれば堺市・高石市にも出動する事がある。2014年(平成26年度)より消防本部指令室による通報キーワードでの覚知同時要請が始まり従来よりもさらに迅速な出動態勢を構築している。重症外傷診療に於いては全国的にも有名。使用車両は日野・リエッセII標準ボデー。
公益財団法人三島救急医療センター大阪府三島救命救急センター)(大阪府高槻市)
独立型救命救急センターで救急ワークステーション方式を採用。高槻市消防本部特別救急隊と連携し、ドクターカーの本格運用(365日24時間)を行っている。2002年（平成14年）10月から試験運用を開始。当初は土曜・日曜・祝日を除く月曜日 - 金曜日の9時 - 17時までであったが次第に運行時間を拡大。2003年（平成15年）1月からは、週1回(月曜日)のみ24時間当直体制で運用。2004年（平成16年）10月から週3回(月・水・金曜日)24時間運用を実施。段階的に運行時間を拡大し、結果としてドクターカーシステムが効果的と認められた事から2006年（平成18年）10月5日より本格運用開始。使用車両はトヨタ・ハイメディック。
日本赤十字社和歌山医療センター(和歌山県和歌山市)
平日午前9時から午後5時半ごろまでの限定運用であったが、2017年（平成29年）1月13日より24時間365日体制の運用開始。活動エリアは和歌山県和歌山市。
公立豊岡病院組合立但馬救命救急センター(兵庫県豊岡市)
2010年（平成22年）12月5日より運用開始。ドクターヘリ基幹病院であるが悪天候時・夜間・重複要請が掛かった場合はドクターカーで出動する。運行開始当初は365日8時30分 - 日没30分前までであったが、のちに6時 - 23時まで拡大され、2017年5月1日より24時間・365日運用になった。活動エリアは豊岡市・美方郡新温泉町・香美町・養父市・朝来市の5市町で構成される但馬県民局管内。使用車両は乗用車型ドクターカー(スバル・フォレスター)。消防無線実装。
久留米大学病院(福岡県久留米市)
2015年（平成27年）1月より毎日午前9時～午後6時で試験運用し、2016年（平成28年）4月1日より24時間で本格運用を開始。活動エリアは2016年（平成28年）4月1日より福岡県久留米市全域に拡大。使用車両は高規格救急車。
鹿児島市立病院(鹿児島県鹿児島市)
2014年（平成26年）10月1日より平日午前8時半～午後5時15分で試験運用。活動エリアは鹿児島県鹿児島市。使用車両は超音波診断装置や血液ガス分析装置などの医療機器を備える高規格救急車。
社会医療法人緑泉会米盛病院（鹿児島県鹿児島市）
活動エリアは鹿児島市以外の鹿児島県本土全域（離島を除く）。使用車両は乗用車型ドクターカー(トヨタランドクルーザー)と日産パラメディックの2台。その他に日産キャラバン2Ｂ救急車とDMAT用ハイエース救急車を保有している
尚、鹿児島市内に関しては医師会との協定があり、鹿児島市立病院が10キロ圏内を朝8時半から23時迄運用している
- 大阪府立中河内
救命救急センター
（2代目）
- 大阪府済生会
千里救命救急センター（4代目）
- 兵庫県
災害医療センター
（2代目）
- 日本医科大学付属病院
高機能型

## 日中時間帯・不定期運用で現場直行方式・ドッキング方式運用を行っている医療機関
岐阜県立多治見病院救命救急センター(岐阜県多治見市)
国内で初めてとなる乗用車型ラピッドドクターカーの先駆けとしてだけでなく従来のドクターカーでは無かった医師自らがハンドルを握り現場まで緊急走行するという新しい試みで全国の医療関係者から注目を集めた。2013年（平成25年）まで365日24時間運行をしていたが、医師の退職に伴いドクターカー自体の運行休止を余儀なくされた。現在は不定期での運行になっている。使用車両はトヨタ・プリウス。消防無線実装。愛称はDMERC（Doctor driven Medical Emergency Response Car）。
学校法人日本医科大学・日本医科大学千葉北総病院救命救急センター（千葉県印西市）
運用開始は2010年（平成22年）6月7日。ドクターヘリ基幹病院で、当時日本ではまだ馴染みが無かったヘリコプターを使ってのプレホスピタルケア(病院前救護活動)の普及に努めて来た事で国内ではよく知られた存在。悪天候時・夜間等ドクターヘリが飛行出来ない時間帯が生じる事から、それらの補完としてドクターカーを導入した。現在の運行時間は365日ドクターヘリ運行終了時 - 23時までだが、将来的にはドクターヘリ運行終了時 - ドクターヘリ運行開始時までの運用を目指している。使用車両はスバル・レガシィアウトバック。消防無線実装。
社会医療法人生長会ベルランド総合病院(大阪府堺市中区)
2006年（平成18年）1月9日より運用開始。出動は月～土の9時～17時。活動エリアは堺市中区・南区・東区・美原区・西区である。堺市消防局よりの覚知同時要請での出動であり、医師2名、看護師1名が基本であるが、小児疾患に関しては小児科医の同乗も行っている。また現在はドクターカーに同乗する院内救急救命士の養成を行っている。2013年は250件、2014年は309件の出動。使用車両はトヨタ・ハイメディック。
地方独立行政法人堺市立総合医療センター(大阪府堺市西区)
運用開始は2011年（平成23年）6月1日。以前は二次医療施設であるが、2015年の新病院開院に伴い堺市救命救急センターとして三次救命救急センターが開設した。現在は日中時間帯での運用であるが、将来的には365日24時間運用を目指している。活動エリアは堺区・西区・北区。使用車両は日産・シビリアン短尺ボデー。
学校法人北里研究所・北里大学病院救命救急センター(神奈川県相模原市南区)
2011年（平成23年）より運行開始。活動エリアは相模原市・座間市・大和市・綾瀬市。2014年（平成26年）6月28日に開通した圏央道(首都圏中央連絡自動車道)相模原愛川IC-高尾山IC間開通に伴い相模原市緑区藤野地域エリアからのドッキング搬送等今後ますますの活躍が期待されている。使用車両はトヨタ・ハイメディック。
地方独立行政法人神戸市民病院機構神戸市立医療センター中央市民病院(兵庫県神戸市中央区)
運行時間は日中時間帯のみ。活動エリアは神戸市全域。ドライバー等のスタッフは神戸市消防局水上消防署の大規模災害対応救急隊(BLUE-CAT)の救急隊員が務めており、救急救命士の病院研修・実習も兼ねている。使用車両は神戸市消防局から無償譲渡されたトヨタ・ハイメディックであったが、2014年（平成26年）4月1日に更新された。消防無線実装。
医療法人豊田会刈谷豊田総合病院(愛知県刈谷市)
2014年（平成26年）1月より運行開始。火曜日と水曜日の週2日午前8時半～午後5時の限定運用。活動エリアは刈谷市・高浜市・知立市・安城市・碧南市・西尾市の6市で構成される西三河南部西医療圏。使用車両はトヨタ・ランドクルーザープラド。特筆すべき点として、この車両は医療法人豊田会の理事会社8社(株式会社豊田自動織機・愛知製鋼株式会社・株式会社ジェイテクト・トヨタ車体株式会社・豊田通商株式会社・アイシン精機（現:株式会社アイシン）・株式会社デンソー・豊田紡織株式会社)から寄贈を受けた車両である。
公立陶生病院(愛知県瀬戸市)
2015年（平成27年）3月より運行開始。
八戸市立市民病院救命救急センター(青森県八戸市)
本州最北端で活動するドクターカー。運用開始は2009年（平成21年）。
2016年（平成28年）7月から出動先での手術が可能な高次緊急処置車「ドクターカーV3」の運用を開始。
ドクターヘリ基幹病院であるが、悪天候時・夜間・重複要請が掛かった場合はドクターカーにて出場する。運行時間は365日午前8時 - 午後11時まで。活動エリアは非常に広範囲で八戸市・三戸郡三戸町・五戸町・田子町・南部町・階上町・新郷村・上北郡おいらせ町の8市町村で構成される八戸圏域定住自立圏の他十和田市・上北郡六戸町・三沢市・岩手県九戸郡洋野町・岩手県久慈市。平成25年度の出動実績は1214件。
使用車両はドクターカー1号、2号、V3の3台 仮面ライダー由来。消防無線実装。発足当初は1台のみであったが2010年（平成22年）11月に地元企業であるスズキアリーナ八戸が1台を寄贈している。
社会医療法人仁愛会浦添総合病院救命救急センター(沖縄県浦添市)
ドクターヘリ基幹病院であるが、悪天候時・病院の近隣での要請の場合はドクターカーにて出場する。日本最南端のドクターカー。2012年（平成24年）4月2日から運用開始。運行時間は2013年（平成25年）6月より365日9時から17時までを運行時間として設定し、活動エリアは主に浦添市・宜野湾市・那覇市など7消防本部と協定を締結。拠点病院から15分圏内の各市町村もカバーしている。使用車両はスバル・フォレスター。消防無線実装、医療福祉無線実装。ボイスパケットトランシーバー実装、民間版先VMの発展形である「Task Calc. Pre-Hospital」を導入、効果を上げている。更には院内救命士を養成し雇用、現在専従の救急救命士4名がドクターカー業務に従事している。この病院のドクターカーシステムの要として彼らが中心となり、救急医療のエキスパートとしての視点、消防サイドの専門的知識とスキルを持つ救急救命士としての視点、両方を持ち、現場活動の中心的立場に立って、地域の救急医療をリードしている。今後の、消防さらに、県の災害対策、地域消防無線及び地域メディカルコントロールにおいても、他地域で類を見ない活躍をみせている。化対やドクターカー乗務のみでなく、ドクターヘリや自衛隊、海保のヘリへの搭乗も検討されており、さらに監視システムなど先駆的な取り組みを実施している。また、ドクターカー担当の主任救急救命士が中心となり、沖縄県内で市民向けの心肺蘇生講習システムを構築した。
麻生グループ飯塚病院救命救急センター（福岡県飯塚市）
2012年（平成24年）8月より運用開始。運用開始直後の活動エリアは飯塚地区(飯塚市・嘉麻市・嘉穂郡)で運行時間も土曜・日曜・祝日を除く月曜日 - 金曜日の8時30分 - 17時までであったが、2013年（平成25年）6月には前述の飯塚地区よりも広域の筑豊地方(鞍手郡・田川市・田川郡・直方市・宮若市)に拡大。ただし田川地区への出動は外傷症例のみ。運行時間も365日体制となり、2014年（平成26年）6月9日より従来よりも運行時間を1時間拡大し8時30分 - 18時までとなった。今後の方針としては365日24時間運行も見据えている。2014年（平成26年）5月には総出動件数1000件を突破。使用車両はトヨタ・アイシス・トヨタ・ハイメディックの2台。通常、現場出動には乗用車タイプの車両(トヨタ・アイシス)で出動する。
国立病院機構高崎総合医療センター(群馬県高崎市)
2013年（平成23年）9月9日より運用開始。運行時間は土曜・日曜・祝日を除く月曜日 - 金曜日までの9時 - 17時。将来的には365日24時間運行を目指している。活動エリアは高崎市・安中市の高崎・安中医療圏。センターの石原弘院長により車両の愛称は「衆善」と名付けられた。これは仏教用語で「万人に善をほどこす」という意味であるが、語源は一休宗純による「諸悪莫作衆善奉行」という書から引用された。使用車両はトヨタ・ハイメディック消防無線実装。
半田市立半田病院救命救急センター(愛知県半田市)
2013年（平成25年）4月8日より運用開始。活動エリアはの半田市・知多郡阿久比町・東浦町・武豊町の1市3町で構成される知多中部広域事務組合消防本部管内。運行時間は土曜・日曜・祝日を除く月曜日 - 金曜日までの8時30分 - 17時。使用車両は日産・パラメディック。
足利赤十字病院救命救急センター(栃木県足利市)
栃木県初のドクターカーとして2009年（平成21年）8月19日より運用開始。運行時間は土曜・日曜・祝日を除く月曜日 - 金曜日の9時 - 17時。活動エリアは足利市・佐野市・太田市・館林市・桐生市・みどり市の6市で構成される両毛医療圏。使用車両は日産・エクストレイル。
特定医療法人中部徳洲会病院(沖縄県沖縄市)
2008年（平成18年）6月より運用開始。活動エリアは原則沖縄市内。他の市町村からの要請に関しては臨機応変に対応。運行時間は土曜・日曜・祝日を除く月曜日 - 金曜日の平日9時 - 18時。沖縄県内初のドクターカー運用で県内各方面より注目を浴びた。使用車両は日産・エルグランド消防無線実装。

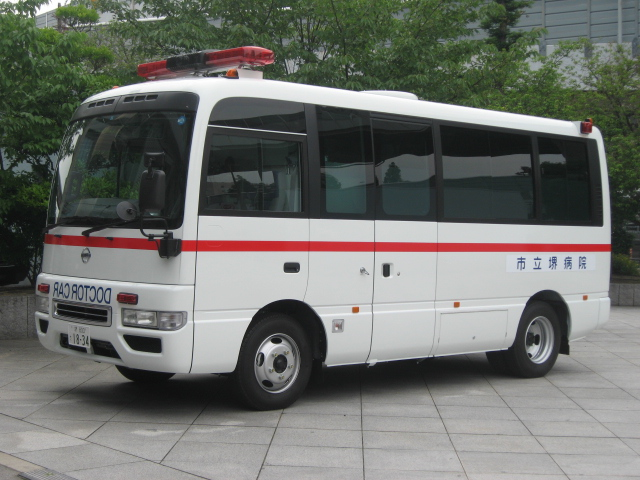
地方独立行政法人堺市立総合医療センタードクターカー
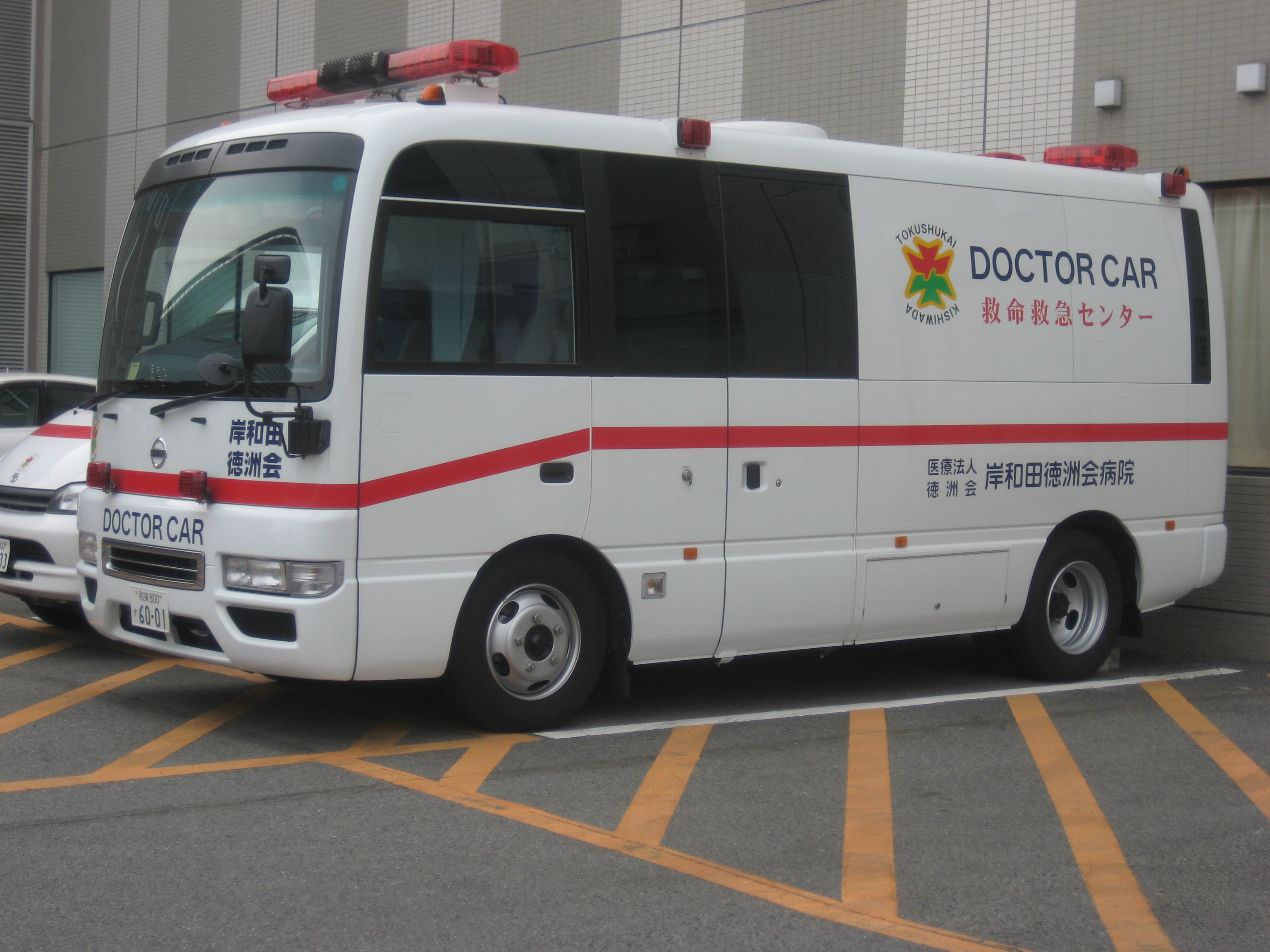
岸和田徳州会病院 救命救急センター ドクターカー
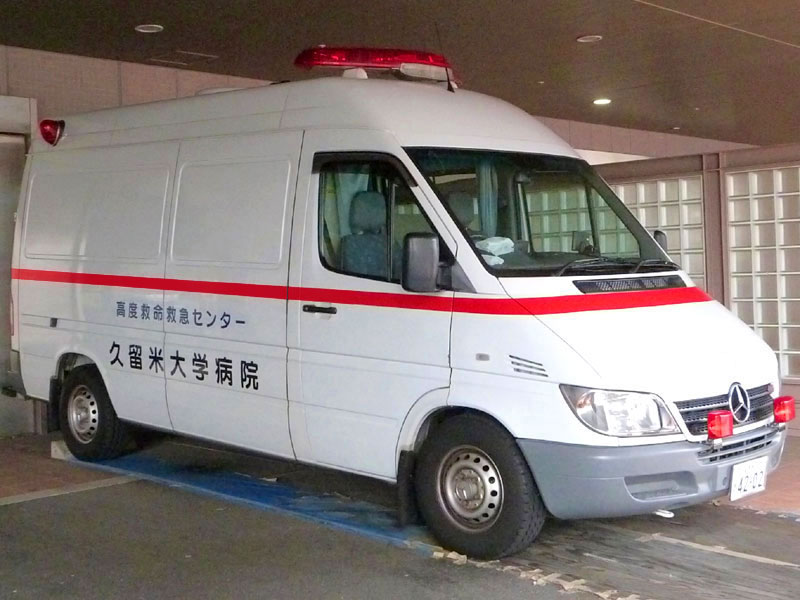
久留米大学病院のドクターカー
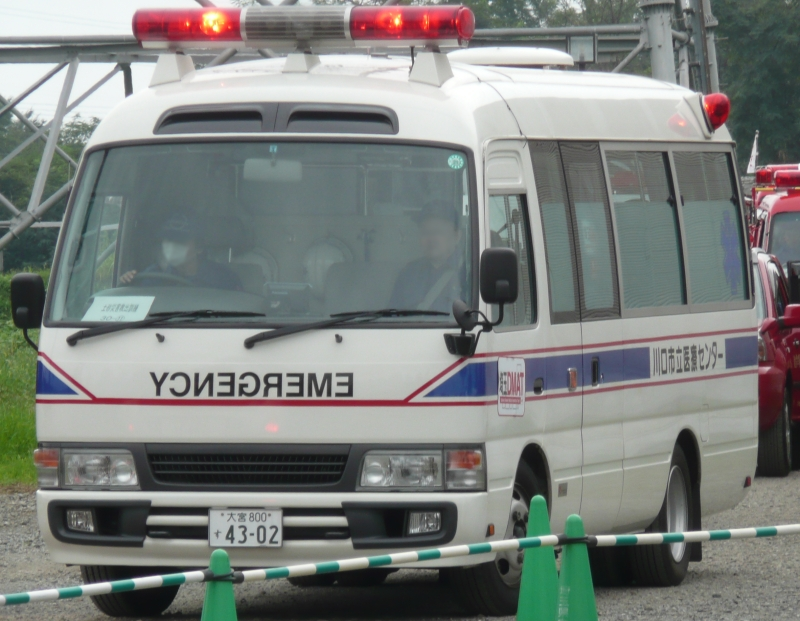
川口市立医療センターのドクターカー
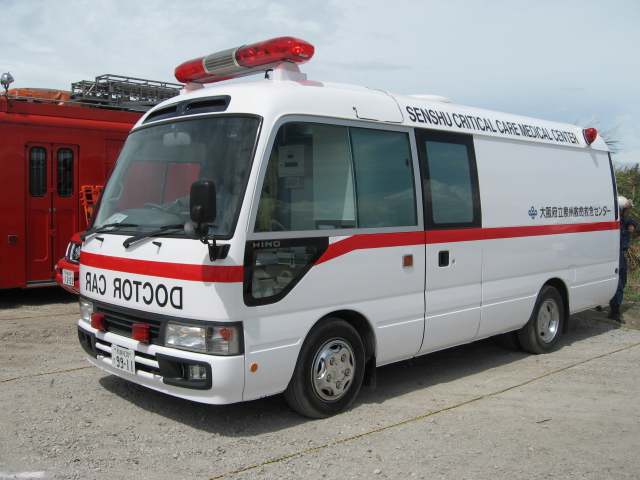
大阪府立泉州救命救急センターのドクターカー
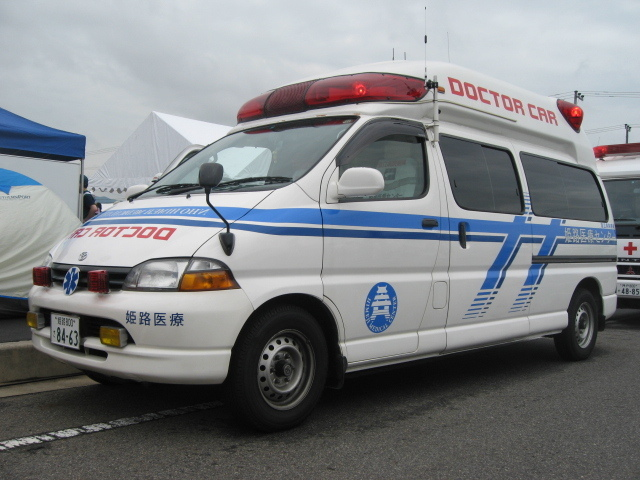
国立病院機構姫路医療センターのドクターカー

## スポーツ競技におけるドクターカー
モータースポーツや自転車ロードレース、マラソン、駅伝競走ではオフィシャルカーとしてドクターカーを配置することがあり、メディカルカーや医務車と呼ばれることがある。競技中の事故や選手の故障が発生したときに医師や救急救命士を乗せて現場へ駆けつけ、救急車やドクターヘリが到着するまでの間に負傷した選手の救護に当たる。
特にモータースポーツにおけるメディカルカーには競技の進行を妨げない動力性能と運転技術が求められ、医療器具や救助用の資機材を搭載することからステーションワゴンやSUV、ミニバンなどが採用される。モータースポーツ競技では主催者が専属のメディカルカーを配置することがあり、SUPER GTでは選手の救出と初期医療、競技車両の初期消火を迅速に行えるように2002年にFRO：ファースト・レスキュー・オペレーションを設置、専属のドライバーとドクター、レスキュースタッフを配置している。

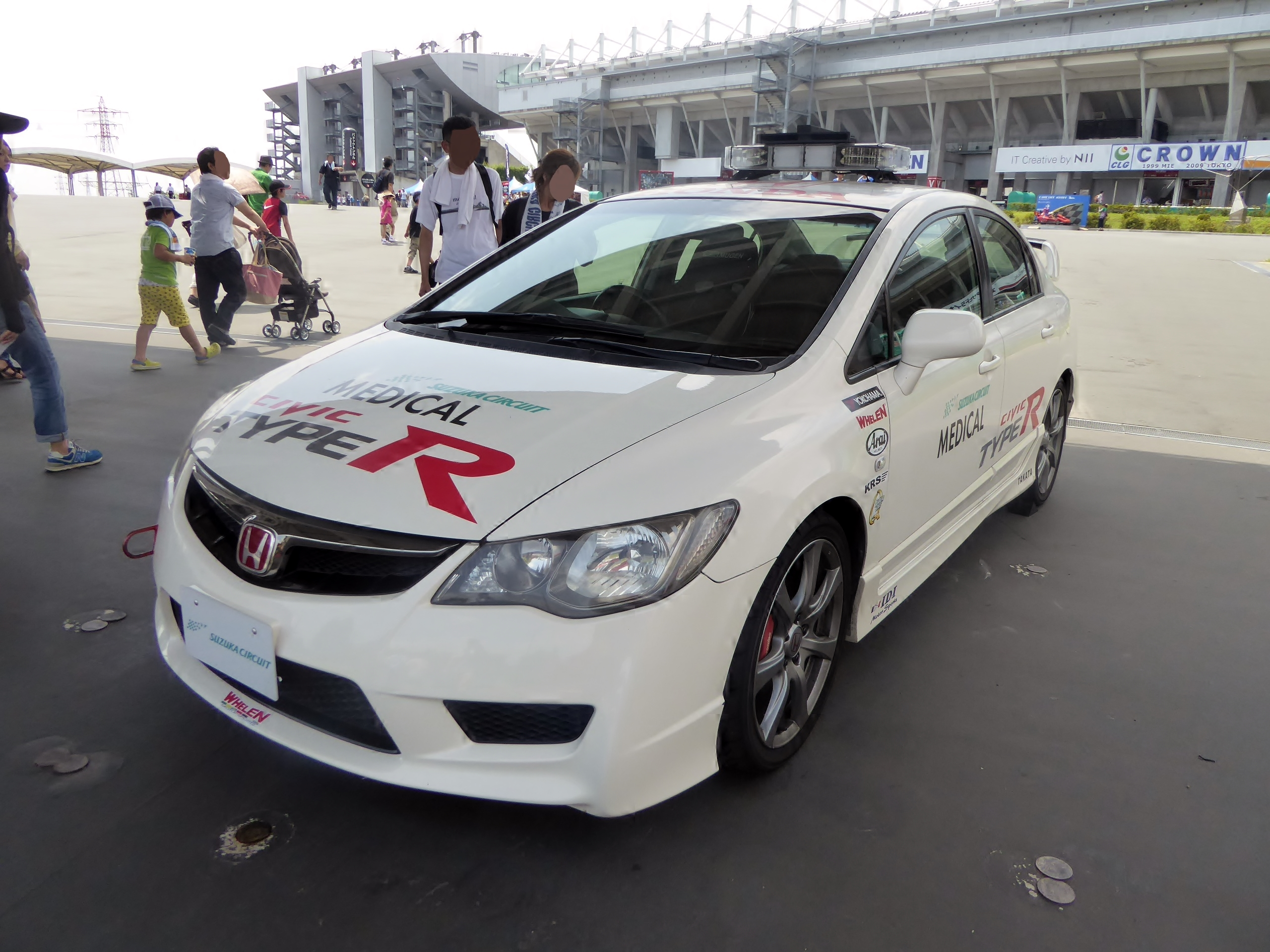
セダンタイプのメディカルカー（ホンダ・シビック）
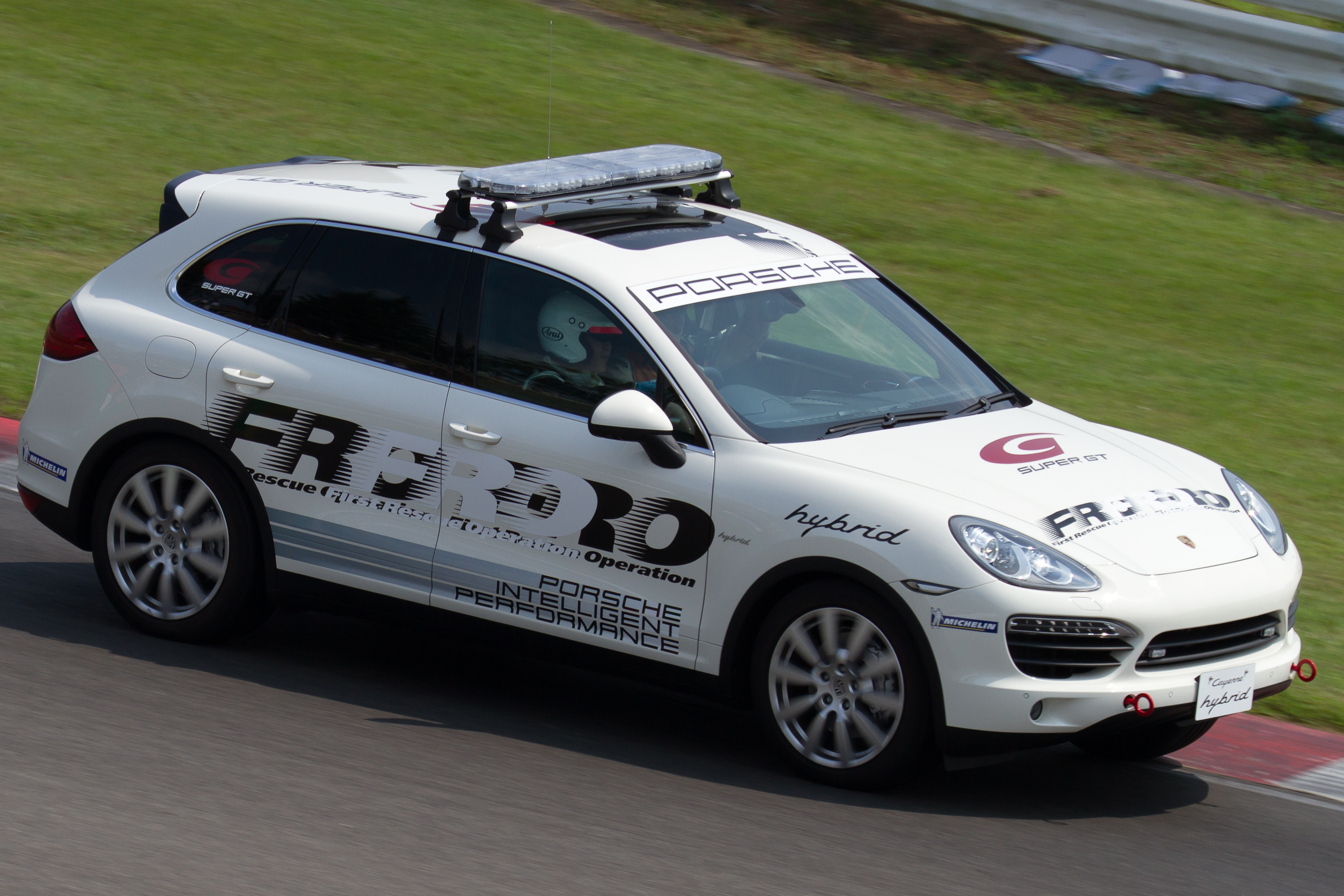
SUVを採用するSUPER GTのFROカー（ポルシェ・カイエン、2012年）
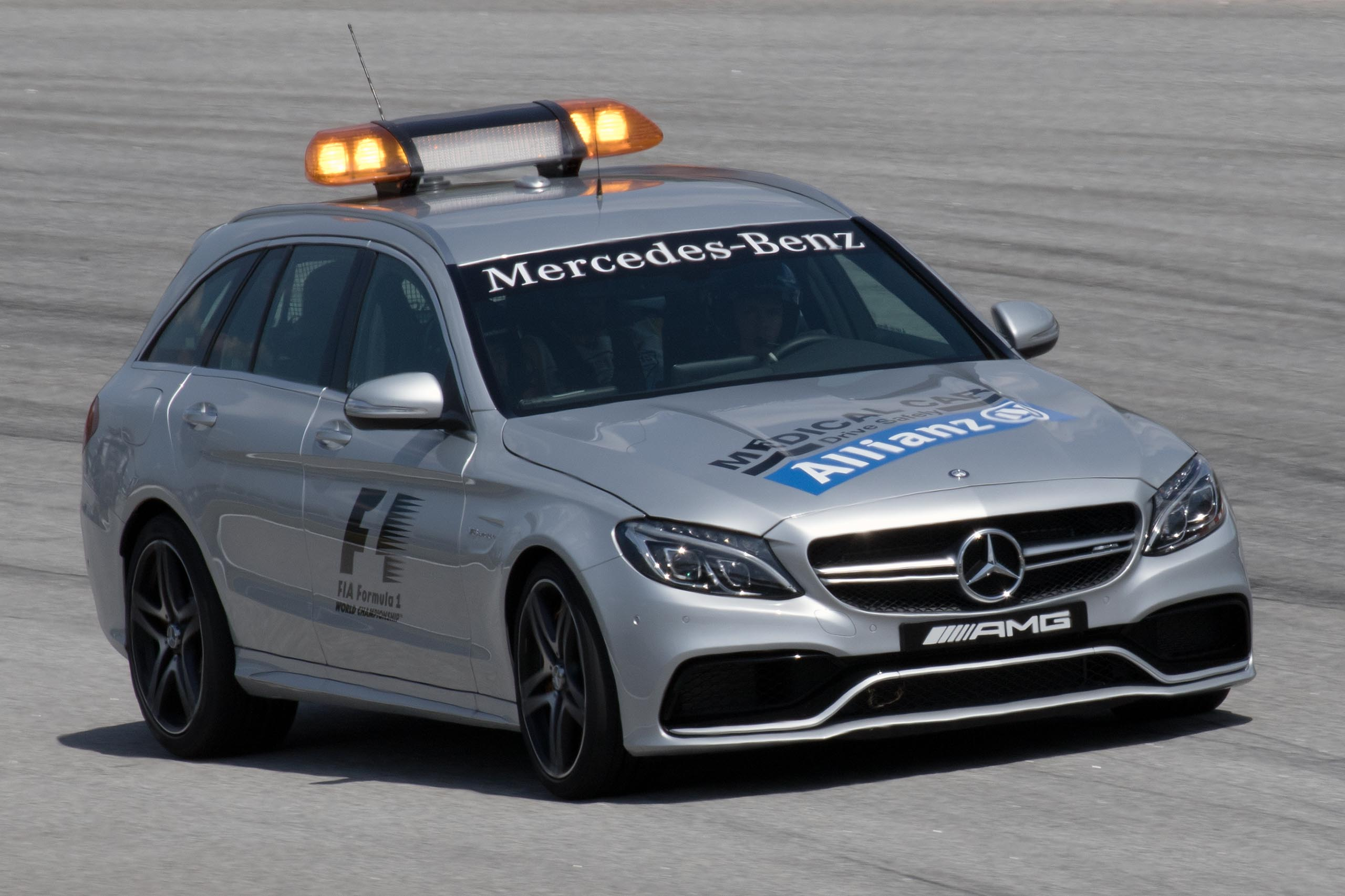
F1のメディカルカーは1996年よりメルセデスAMGのステーションワゴンを採用する
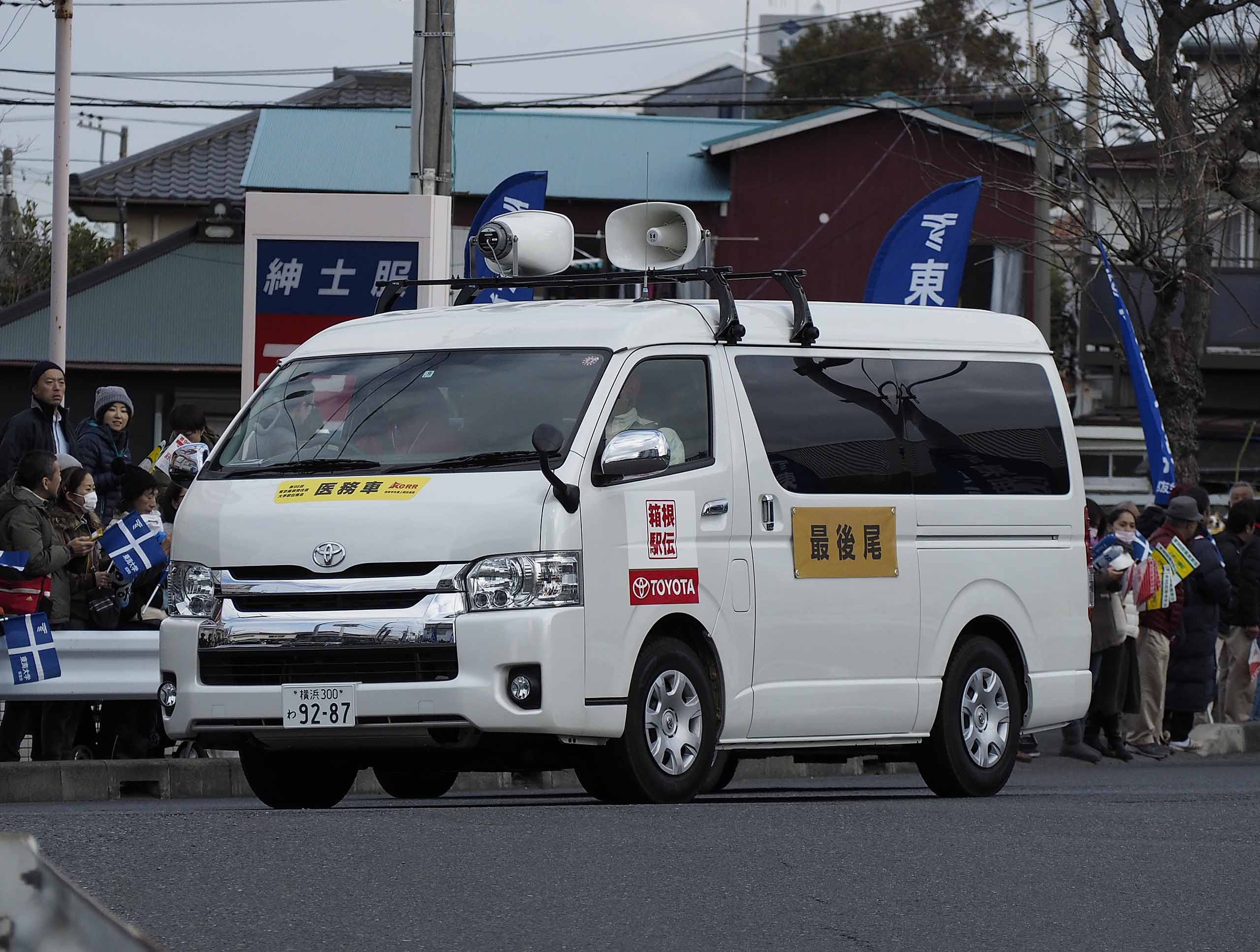
駅伝競走における医務車の例（東京箱根間往復大学駅伝競走、トヨタ・ハイエース）

## 日本国外

### 写真

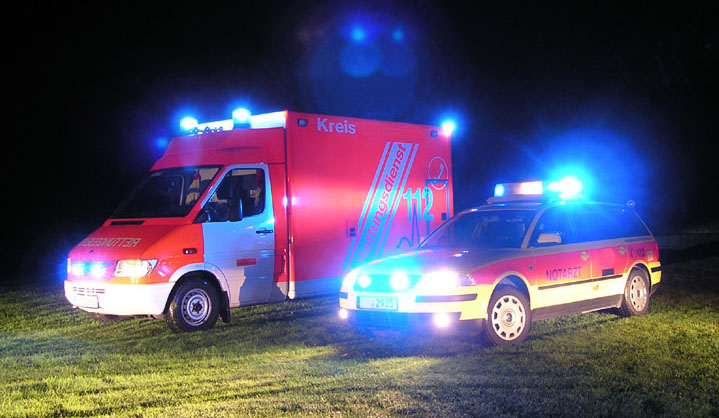
ドイツのドクターカーと救急車
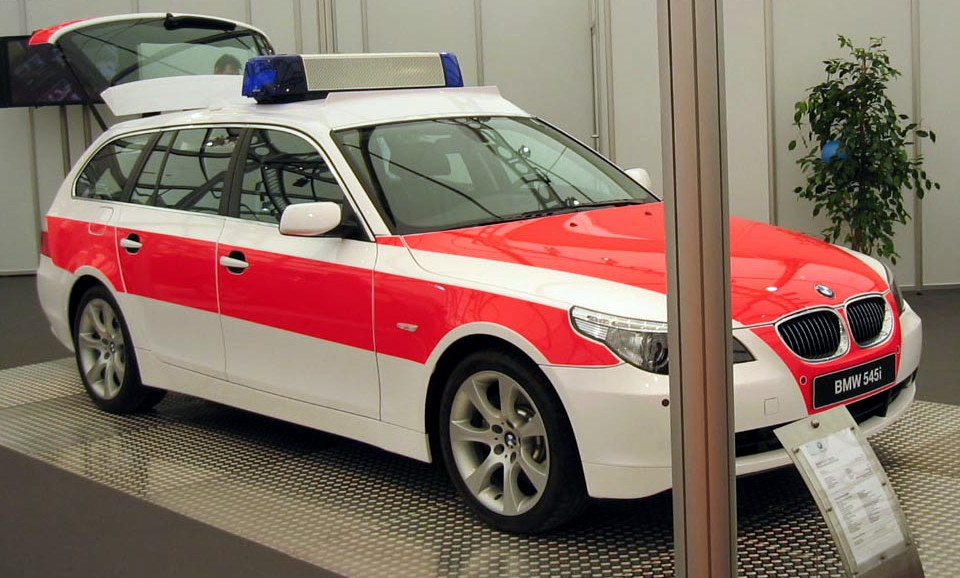
ドイツのドクターカー（BMW・5シリーズの545iツーリング）
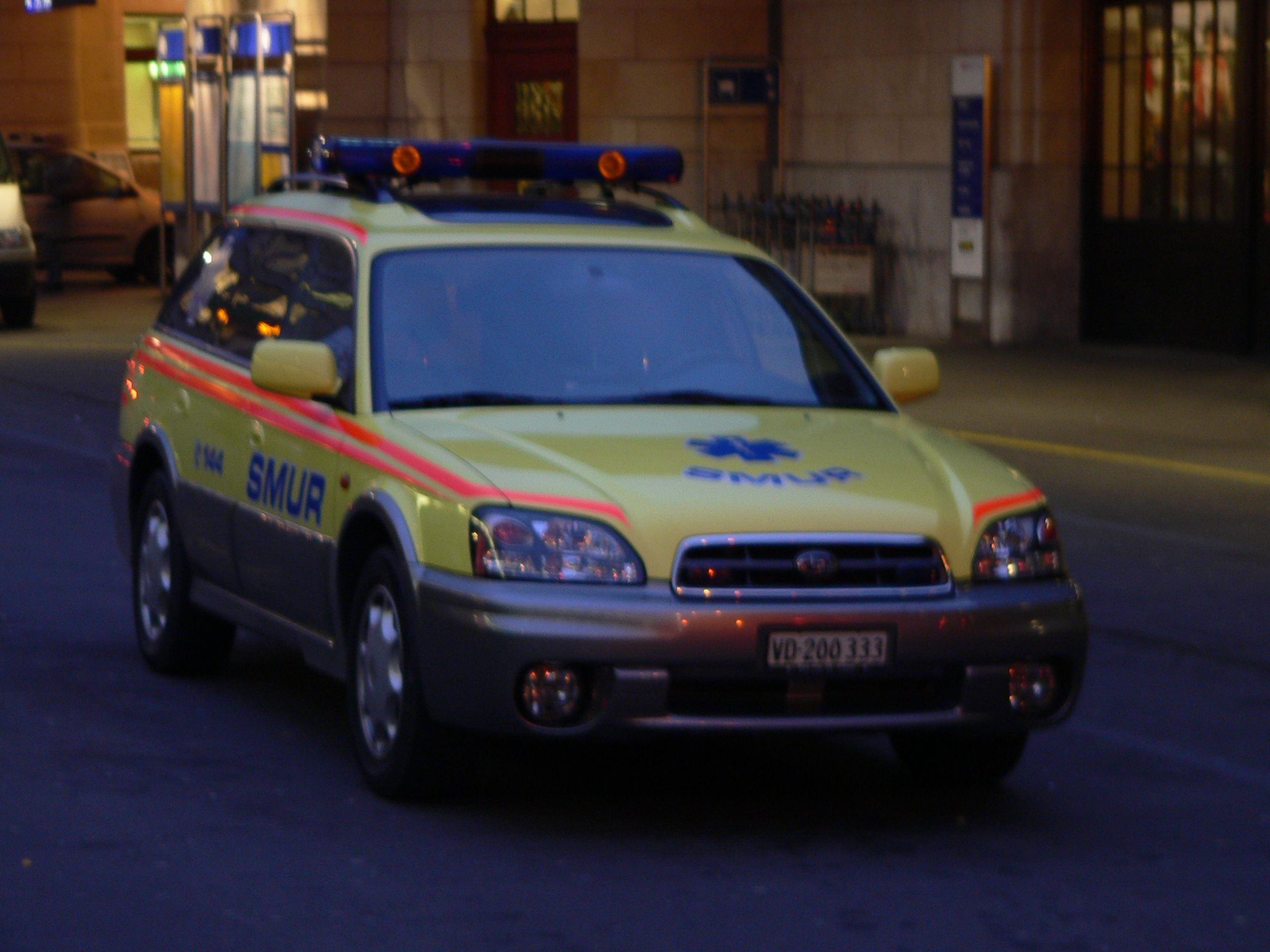
スイス、ローザンヌのドクターカー（スバル・レガシィアウトバック）
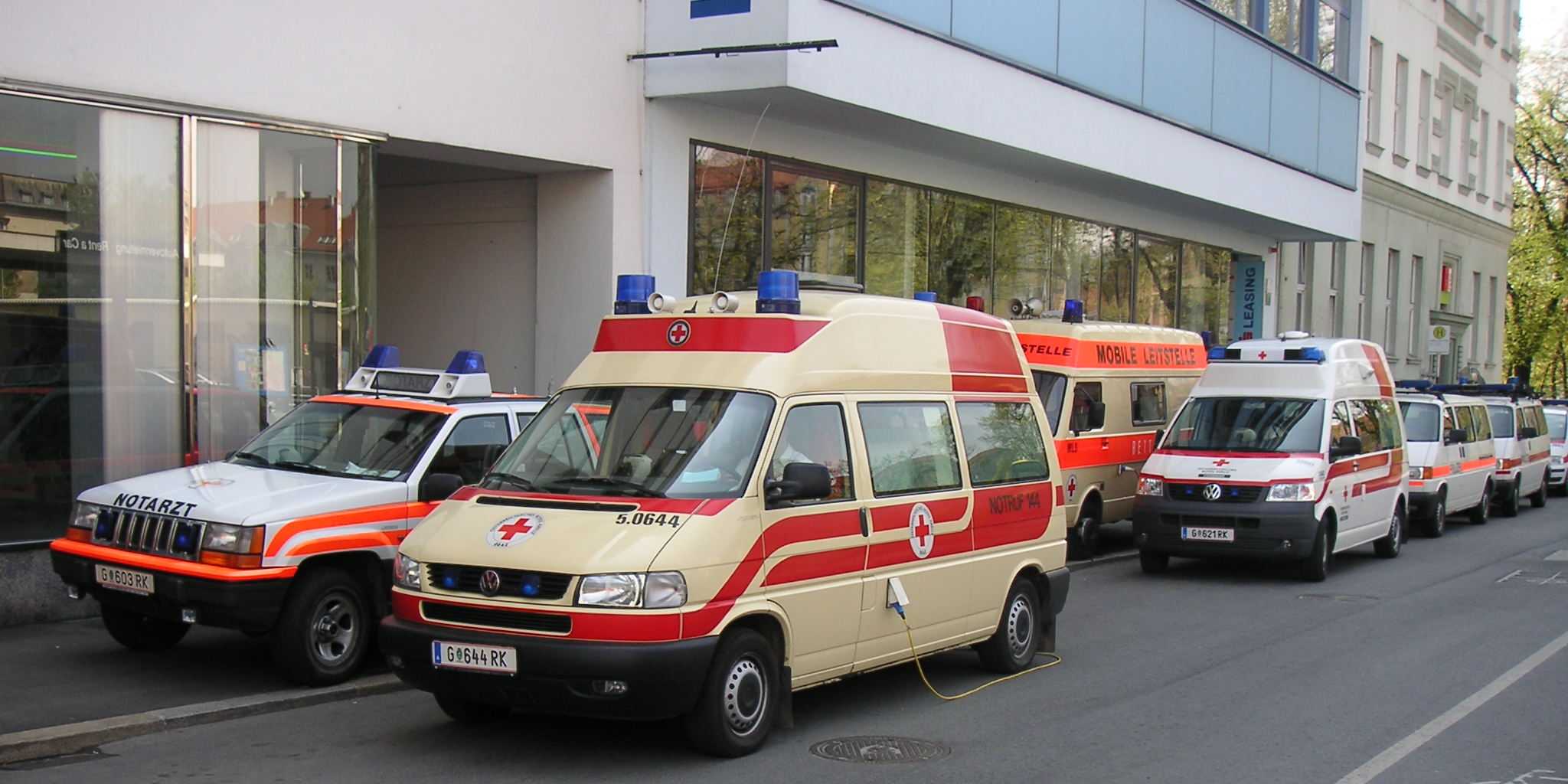
救急車に追従するドクターカー。オーストリア、グラーツにて
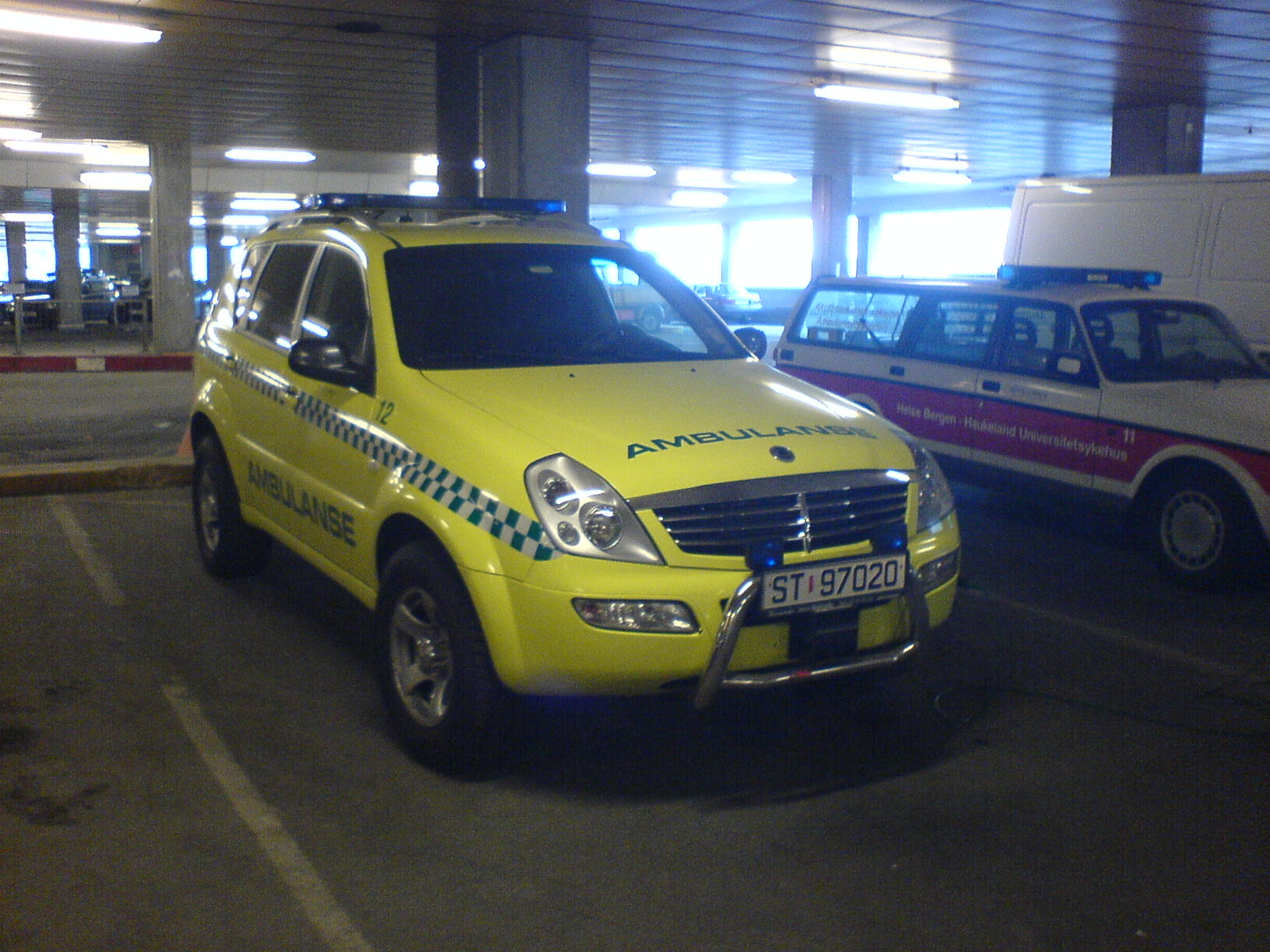
ドクターカー（サンヨン・レクストン）。ノルウェー、ベルゲンにて
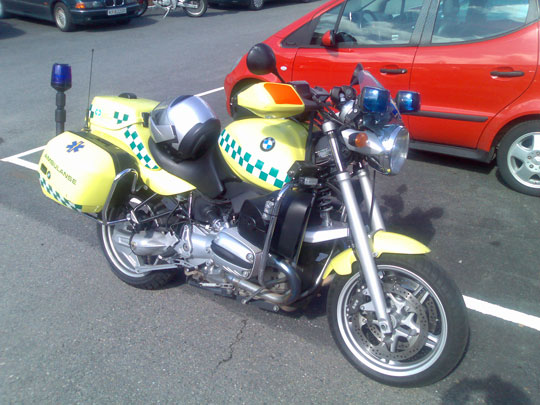
ドクターオートバイ。ノルウェー、オスロで
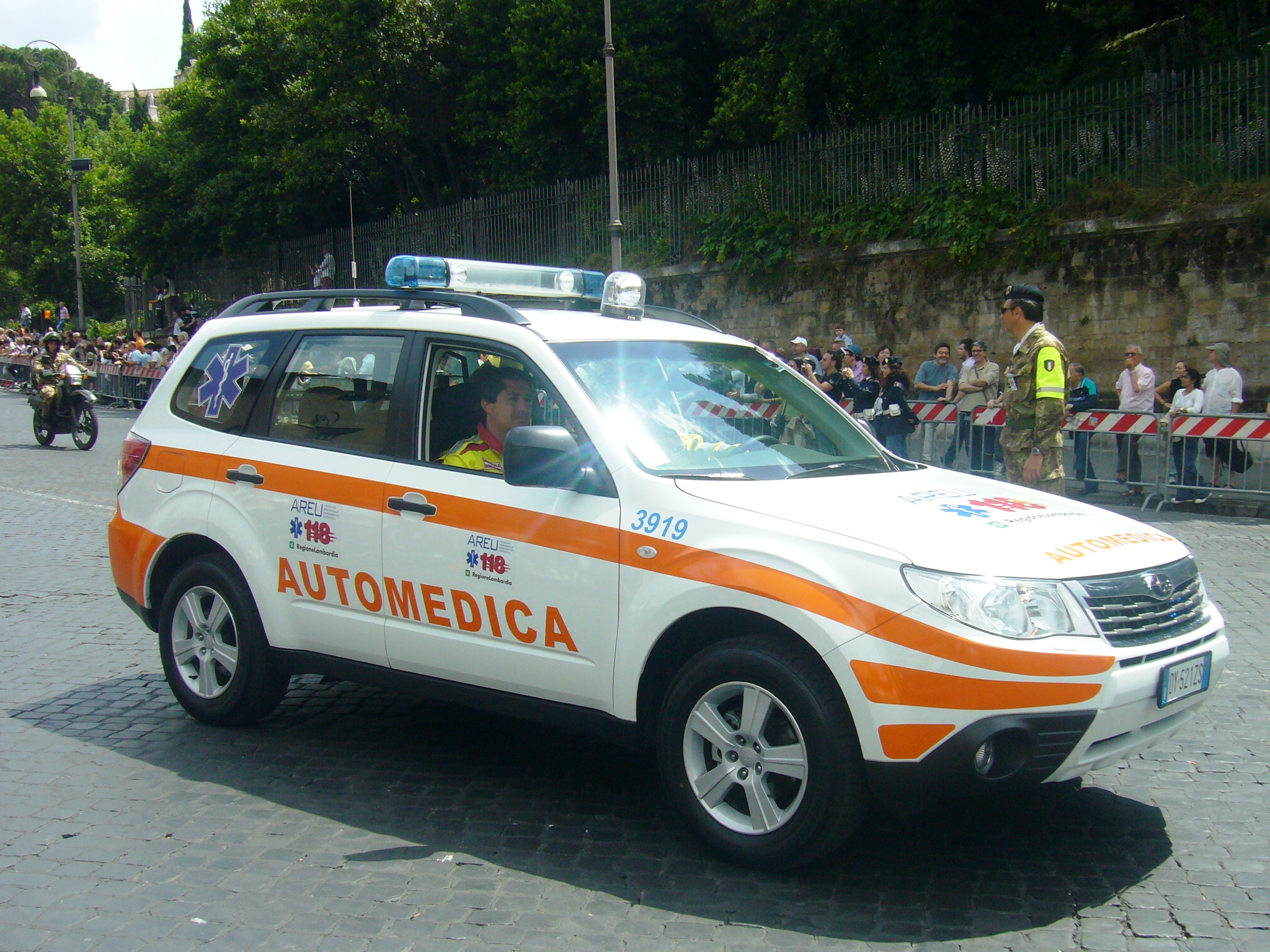
イタリアEMSのドクターカー。ロンバルディアにて（スバル・フォレスター）
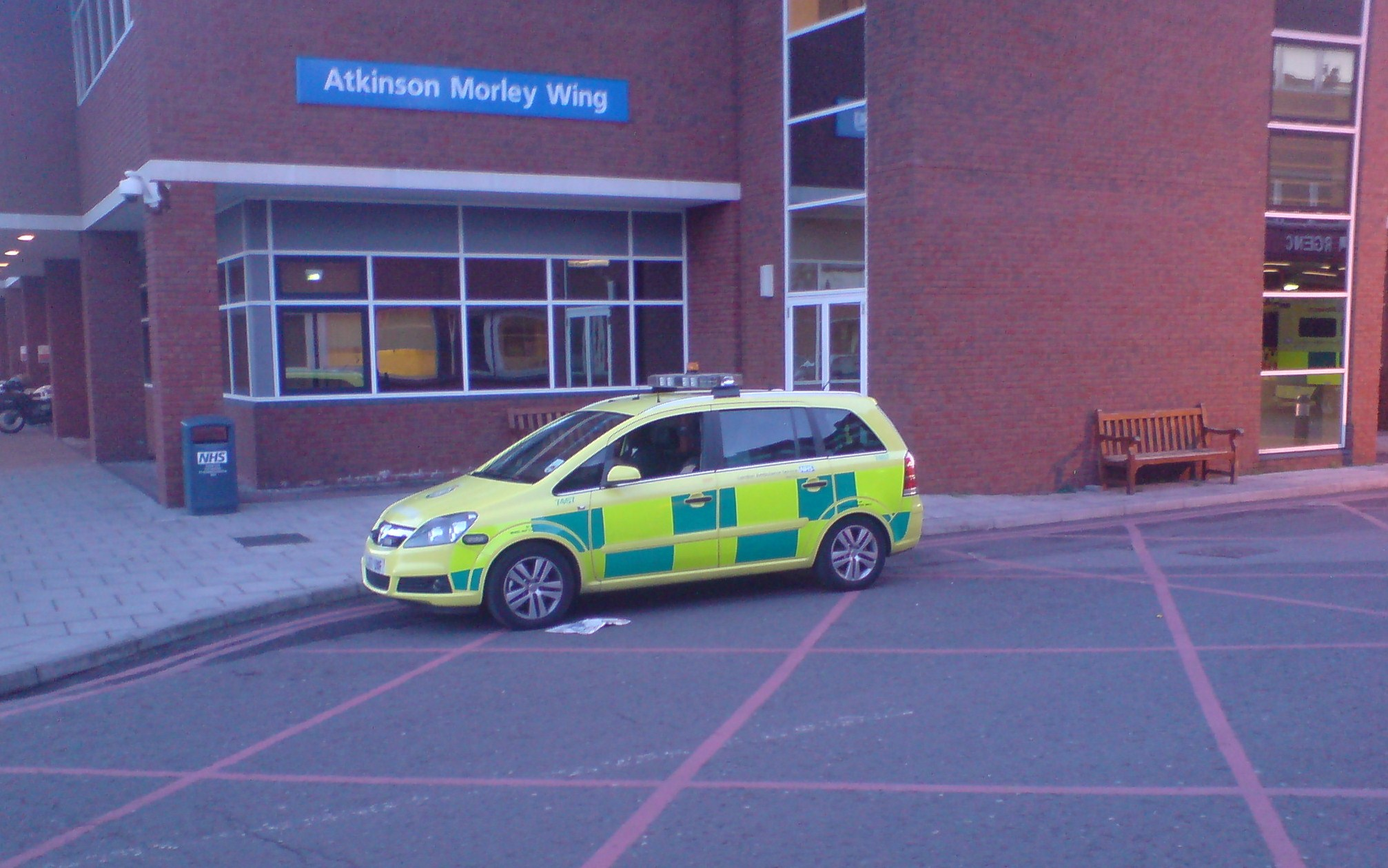
ロンドン救急サービスのドクターカー（オペル・ザフィーラ）

#### 広報資料・プレスリリースなど一次資料
1. ↑  札幌ボデー工業　小児救急車
2. ↑  モービルCCU
3. ↑  全国初！災害時医療支援車「東京DMATカー」を配備
4. ↑  ドクターカー Archived 2014年7月14日, at the Wayback Machine.
5. ↑  ドクターカーとは